# 2008–2009-es magyar labdarúgókupa-selejtező

## Megyei selejtezők
A megyei selejtezőket valamennyi megyében megrendezték; az MLSZ által meghatározott számú csapat jutott fel az országos táblára. Mindig az alacsonyabb osztályú csapat a pályaválasztó, döntetlen esetén az alacsonyabb osztályú csapat a továbbjutó. Azonos osztályú csapatok mérkőzésén döntetlen esetén hosszabbítás, majd 11-esek döntenek. Az MLSZ határozata alapján minden megyében az őszi szezonban legalább két selejtező kört le kellett volna bonyolítani, de ez több megyében nem történt meg. Megyei kupa döntő rendezése nem kötelező, de ezt több megyei lsz megteszi, ezek az eredmények is megtalálhatók a szócikkben.

### Pest megye
10 csapat jut fel

#### Első forduló
Az első fordulóban 31 csoportban küzdöttek a csapatok, a csoportok első két csapata jutott tovább. A mérkőzéseket 2007. augusztus 5-én, augusztus 12-én és augusztus 19-én rendezték.

##### 1. csoport
Márianosztra-Perőcsény 1-3
Szob-Letkés 2-3
Letkés-Márianosztra 3-1
Perőcsény-Szob 1-1
Perőcsény-Letkés 4-4
Márianosztra-Szob 2-2

##### 2. csoport
Kismaros-Nagymaros 3-1
Szokolya-Visegrád 2-6
Visegrád-Kismaros 8-1
Nagymaros-Szokolya 5-2
Szokolya-Kismaros 4-5
Visegrád-Nagymaros 3-0

##### 3. csoport
Vác-Deákvár-Váci RIKE 3-6
Rád-Kosd 2-0
Rád-Vác-Deákvár 4-3
Kosd-Váci RIKE 3-3
Kosd-Vác-Deákvár 3-1
Rád-Váci RIKE 3-3

##### 4. csoport
Penc-Csővár 3-5
Galgagyörk-Püspökhatvan 0-7
Galgagyörk-Penc 4-4
Püspökhatvan-Csővár 4-1
Penc-Püspökhatvan 0-4
Csővár-Galgagyörk 3-2

##### 5. csoport
Vácrátót-Sződ 3-1
Vácduka-Váci Reménység 4-2
Sződ-Vácduka 2-2
Váci Reménység-Vácrátót 4-4
Váci Reménység-Sződ 5-0
Vácduka-Vácrátót 1-1

##### 6. csoport
Csomád KSK-Kisnémedi 3-5
Püspökszilágy-Váchartyán 3-0
Csomád KSK-Püspökszilágy 3-0
Váchartyán-Kisnémedi 0-3
Püspökszilágy-Kisnémedi 0-6
Váchartyán-Csomád KSK 1-0

##### 7. csoport
Fót-Dunakeszi Kinizsi 1-6
Göd-Kisalag 9-0
Dunakeszi Kinizsi-Göd 2-2
Fót-Kisalag 1-1
Göd-Fót 3-0
Dunakeszi Kinizsi-Kisalag 7-2

##### 8. csoport
Aszód-Galgahévíz 2-3
Vácszentlászló-Galgahévíz 1-3
Vácszentlászló-Aszód 0-7
Kartal visszalépett

##### 9. csoport
Kerepes-GEAC 1-0
Valkó-Kistarcsa II
elmaradt, mind két csapat visszalépett, a GEAC továbbjutott
Kistarcsa II-Kerepes 0-10
Kerepes-Valkó 6-2

##### 10. csoport
Kistarcsa-Maglód II 3-0
Maglód II-Pécel 0-3
Kistarcsa-Pécel 1-4

##### 11. csoport
Isaszeg-Dány 2-2
Mende-Sülysáp II 3-0
Dány-Mende 11-1
Sülysáp II-Isaszeg 0-1
Mende-Isaszeg 0-3
Sülysáp II-Dány 1-1

##### 12. csoport
Sülysáp-Szentmártonkáta 6-2
Tápióság-Tóalmás 8-0
Szentmártonkáta-Tápióság 1-0
Sülysáp-Tóalmás 12-0
Sülysáp-Tápióság 4-0
Tóalmás-Szentmártonkáta 1-6

##### 13. csoport
Péteri-Gyömrő 4-5
Gyömrő-Pánd 3-0
Pánd-Péteri 4-2
az Úri visszalépett

##### 14. csoport
Tápiógyörgye-Tápiószele 5-0
Farmos-Tápióbicske 2-1
Tápiószele-Farmos 1-3
Tápióbicske-Tápiógyörgye 0-4
Farmos-Tápiógyörgye 1-7
Tápióbicske-Tápiószele 0-2

##### 15. csoport
Abony-Nyársapát 4-2
Törtel-Újszilvás 2-2
Nyársapát-Újszilvás 1-2
Törtel-Abony 3-2
Törtel-Nyársapát 3-0
Újszilvás-Abony 0-3

##### 16. csoport
Ceglédbercel-Kőrisfa 0-3
Albertirsa-Nagykőrös 1-2
Nagykőrös-Ceglédbercel 11-0
Kőrisfa-Albertirsa 1-0
Kőrisfa-Nagykőrös 0-4
Ceglédbercel-Albertirsa 1-8

##### 17. csoport
Monori Erdő-Vasad 0-4
Kakucs II-Pilis 1-13
Monori Erdő-Pilis 2-3
Vasad-Kakucs II 11-0
Kakucs II-Monori Erdő 3-0
Pilis-Vasad 12-2

##### 18. csoport
Újhartyán II-Dánszentmiklós 2-9
Nyáregyháza-Újlengyel 3-0
Újlengyel-Újhartyán II 0-2
Dánszentmiklós-Nyáregyháza 3-1
Nyáregyháza-Újhartyán II 3-0
Újlengyel-Dánszentmiklós 5-2

##### 19. csoport
Hernád-Táborfalva 2-0
Tatárszentgyörgy-Örkény II 0-1
Táborfalva-Örkény II 3-0
Tatárszentgyörgy-Hernád 0-3
Örkény II-Hernád 0-3
Tatárszentgyörgy-Táborfalva 2-4

##### 20. csoport
Kakucs-Újhartyán 2-1
Dabas/Gyón-Hernád II 3-0
Hernád II-Kakucs 3-10
Újhartyán-Dabas/Gyón 0-3
Dabas/Gyón-Kakucs 0-9
Hernád II-Újhartyán 0-0

##### 21. csoport
Bugyi-Inárcs 6-0
Ócsa-FC Dabas II 3-7
Inárcs-Ócsa 1-0
FC Dabas II-Bugyi 0-3
FC Dabas II-Inárcs 2-1
Ócsa-Bugyi 1-8

##### 22. csoport
Szentlőrinci FC-Alsónémedi 1-0
Szentlőrinci FC-Felsőpakony II 3-3
Felsőpakony II-Alsónémedi 0-5

##### 23. csoport
Ráckeve-Makád 12-1
Szigetbecse-Pereg 2-9
Szigetbecse-Ráckeve 0-5
Makád-Pereg 1-8
Makád-Szigetbecse 5-3
Pereg-Ráckeve 2-5

##### 24. csoport
Szigetszentmárton-Délegyháza II 3-3
Dunavarsány-Kiskunlacháza 4-1
Kiskunlacháza-Szigetszentmárton 2-1
Dunavarsány-Délegyháza II 2-1
Szigetszentmárton-Dunavarsány 1-2
Délegyháza II-Kiskunlacháza 5-3

##### 25. csoport
Szigethalom-Taksony 3-1
Taksony-Szigetcsép 4-2
Szigetcsép-Szigethalom 1-1
- a Szigetszentmiklós II visszalépett

##### 26. csoport
Biatorbágy-Halásztelek 7-1
Sóskút-Dunafüred 0-0
Sóskút-Biatorbágy 1-6
Halásztelek-Dunafüred 3-0
Sóskút-Halásztelek 0-3
Dunafüred-Biatorbágy 2-4

##### 27. csoport
Perbál-Piliscsaba 3-0
Budajenő-Tinnye 4-1
Piliscsaba-Budajenő 3-0
Tinnye-Perbál 1-4
Tinnye-Piliscsaba 2-2
Perbál-Budajenő 4-1

##### 28. csoport
Pilisszentiván-Solymár 6-4
Nagykovácsi-Üröm 1-1
Üröm-Pilisszentiván 0-6
Solymár-Nagykovácsi 7-1
Üröm-Solymár 2-5
Nagykovácsi-Pilisszentiván 2-5

##### 29. csoport
Pomáz-Szentendre Bari Focisuli 7-3
Pilisszántó-Pilisszentkereszt 6-1
Pilisszentkereszt-Pomáz 0-3
Pilisszántó-Szentendre Bari Focisuli 1-2
Pilisszentkereszt-Szentendre Bari Focisuli 3-0
Pilisszántó-Pomáz 0-5

##### 30. csoport
Dunabogdány-Tahitótfalu 5-1
Leányfalu-Szigetgyöngye 6-2
Tahitótfalu-Leányfalu 0-3
Szigetgyöngye-Dunabogdány 2-2
Leányfalu-Dunabogdány 0-2
Szigetgyöngye-Tahitótfalu 6-0

##### 31. csoport
Iklad-Mogyoród 1-5
FC Csomád-Erdőkertes 1-8
Erdőkertes-Mogyoród 2-0
FC Csomád-Iklad 1-5
Mogyoród-FC Csomád 5-1
Iklad-Erdőkertes 5-3

#### Második forduló
A 2. fordulótól kezdve egyenes kieséses a rendszer.
Játéknap: 2007. november 24. és december 1.
Gyömrő-Dunavarsány 3-0
Szentmártonkáta-Isaszeg 2-1
Solymár-Perbál 1-1 (2-2 hu, 7-6 11-es)
Kismaros-GEAC 1-6
Csomád KSK-Kerepes 0-2
Letkés-Piliscsaba 3-2
Kőrisfa-Abony 0-3
Törtel-Nagykőrös 0-2
Galgahévíz-Sülysáp 0-3 (jn)
Dány-Pécel 1-1
Dunakeszi Kinizsi-Kisnémedi 3-1
Vasad-Alsónémedi 2-3
FC Dabas II-Hernád 1-2
Nyáregyháza-Kakucs 0-1
Perőcsény-Dunabogdány 2-2
Csővár-Aszód 0-2
Szigethalom-Pereg 3-2
Pánd-Tápiógyörgye 1-4
Pilisszántó-Halásztelek 3-0 (jn)
Dánszentmiklós-Táborfalva 0-6
Szentlőrinci FC-Taksony 3-4
Vácduka-Mogyoród 1-5
Püspökhatvan-Váci RIKE 6-0
Rád-Erdőkertes 0-1
Göd-Vácrátót1-1
Visegrád-Pomáz 2-3
Dabas/Gyón-Bugyi 6-5
Farmos-Pilis 1-5
Délegyháza II-Ráckeve 1-4
Kistarcsa-Biatorbágy Viadukt SE 0-3
Leányfalu-Pilisszentiván 2-1

#### Harmadik forduló
játéknap: 2008. március 2-től 2008. április 2-ig
Dány-Mogyoród 1-1
Pilisszántó-Biatorbágy 1-3
Leányfalu-Pilisvörösvár 0-0
Szentmártonkáta-Nagykáta 0-1
Pilis-Üllő 3-0
Kerepes-Hévízgyörk 2-1
Táborfalva-Szigetszentmiklós 1-8
Pomáz-Diósd 5-2
Perőcsény-Veresegyház 1-7
Aszód FC-Tura VSK 1-4
Gyömrő-Sülysáp 1-4
Tápiógyörgye-Tápiószecső 1-0
Kakucs-Maglód 2-4
Taksony-DMTK Dunaharaszti 1-13
Letkés-Dunakeszi Vasutas 0-3
Alsónémedi-Délegyháza 4-7
Solymár-Érd 3-4
Dunakeszi Kinizsi-Erdőkertes 0-1
GEAC-Őrbottyán 2-0
Göd-Budakalász 2-0
Nagykőrös-Dabas 0-3
Dabas/Gyón-Felsőpakony Ergofer SK 1-1
Szigethalom-Tárnok Crome 1-1
Ráckeve-Dömsöd 3-0
Abony KID-Örkény 4-1
Püspökhatvan-Gödöllői SK 3-6
Hernád-Monor 0-3

#### Negyedik forduló
játéknap: 2008. április 16.
Kerepes-Dunaharaszti MTK 0-6
Leányfalu-Dunakeszi Vasutas 3-2
Pomáz-Lindab Törökbálinti TC 0-2
Dány-Kóka 2-0
GEAC-Gödöllői SK 2-6
Sülysáp-Maglód 2-1
Abony KID-Monor 0-3
Pilisi LK-FC Dabas 0-3
Dabas/Gyón-Szigetszentmiklós 2-7
Göd-Bagi TC 96 2-1
Biatorbágy Viadukt SE-Délegyháza 6-0
Tápiógyörgye-Nagykáta 4-4
Ráckeve-Százhalombatta 3-4
Erdőkertes-Tura VSK 0-5
Szigethalom-Érd 0-3
Verőce-Veresegyház 2-1

#### Ötödik forduló
játéknap: 2008. április 30.
Dány KSK-Szigetszentmiklósi TK 0-1
Tápiógyörgye-FC Dabas 0-6
Gödöllői SK-Monor 1-6
Biatorbágy-Érdi VSE 2-0
Leányfalu-Lindab Törökbálinti TC 1-0
Verőce-Tura VSK 0-3
Göd-Dunaharaszti MTK 0-3
Sülysáp-Százhalombatta 4-3

#### Negyeddöntők
játéknap: 2008. május 14.
Viadukt SE Biatorbágy-DMTK Dunaharaszti 0-3
Szigetszentmiklósi TK-Tura VSK 3-11
Sülysáp-Monor 1-1
Leányfalu-Dabas 0-5

#### Elődöntők
játéknap: 2008. május 21.
Sülysáp-Szigetszentmiklós 3-3
DMTK Dunaharaszti-Dabas 4-2

#### Döntő
játéknap: 2008. május 28.
Sülysáp-Dunaharaszti MTK 1-2 (Csepelen)

#### Rájátszás az országos táblára jutásért
Az ötödik forduló 8 vesztese küzd meg 2 fennmaradó helyért.

##### Első forduló
játéknap: 2008. május 14.
Göd-Dány 2-4
Érdi VSE-Lindab Törökbálinti TC 1-4
Tápiógyörgye-Gödöllői SK 0-1
Verőce-Százhalombatta 1-4

##### Második forduló
játéknap: 2008. május 21.
Lindab Törökbálinti TC-Százhalombatta 0-5
Dány-Gödöllői SK 2-2

#### Országos táblára jutott csapatok
NB III: Tura VSK, Monor, FC Dabas, Szigetszentmiklósi TK, Százhalombatta

megye I: Dunaharaszti MTK

Megye II: Sülysáp KSK, Viadukt SE Biatorbágy

Megye III: Leányfalu, Dány

### Budapest
6 csapat jut fel
Budapesten a Budapest-kupa győztese feljut az országos táblára. A 2-16 helyezett csapatok a 11 fővárosi NB III-as alakulattal együtt három selejtező fordulót játszanak és az öt talpon maradt együttes jut fel az országos táblára.

#### Budapest-kupa

##### Első forduló
Játéknap: 2007. augusztus 29.
Kőbányai Egyetértés-Securicor SE 3-0
Thán Károly SE-XII. Kerületi Hegyvidék SE 3-10
AC Zrínyi Vikend-Törökbálint SE 1-3
Hunicorn SE-3R Spartacus 0-3
Káposztásmegyer-Tintahalak SE 0-3
Siketek FC-Bp. Sztárok 2-9
Csabagyöngye-BRSC 0-3
Tabán SC-Goldball 1-7
Prókátor SE-XVII. kerületi Vitalade 3-0
Zuglói Kinizsi-Budai XI 0-3
Vasútépítő Törekvés-Bp. Erdért SE 0-3
Pasarét FC-Istenhegy FC 3-0
MMB-Bp. Máv Előre 0-3
Justitia FC-Kármán KA 2-6
ASE-BFC Makkabi 1-3
Toti SFC-Hódos FC 3-0
Róna FC-MFC Favorit 3-0
Flotta-Újpesti Haladás 3-3
Henger FC-Szent Pál Akadémia 0-8
Némedi BFC-Vizafogó 6-2
Pesterzsébet-RKSK 0-5
ELTE DSE-Piramis Közterület 0-3
Mozgás Öröme-Külker 1-16
MTK Hungária SE-FC Pifu04 0-3
Contact FC-Károli Bölcsész3-0
Generál-Budakeszi 0-3
Nimród SE-AFC Soroksár 1-8
Rúg-6 FC-Hidegkút FC 1-6
1908 Szac-Gamma LSE 3-0
Issimo SE-43 sz. Építők 1-3
Újlak-Grafito 0-5
Bp. Polgári-Hídunió 0-3
Kormányőr SE-ABE Darazsak 1-2
Dupló FC-Goldball04 3-2
Maximo Hungária-Rákosligeti AC0-3
Respect FC-II. Kerület 0-3
Vörösingesek-BÜSKE 0-3
Babilon-Acélöntő 5-1
KCsG-BEAC 2-2
Marketingesek-Chinoin 0-3
Rendőr 07-Fővárosi Közterület 0-3
ARKSE-Rákosszentmihályi SC 1-10
Futballféria-Grund 1986 0-3
Afrique International-Pestszentimre 6-0
OSzC-Lánchíd 0-3
RPSE-AC Zrínyi 0-3
Herkules Fiai-Testvériség 0-3
Inter 04-MAC Népstadion 0-4
Viktória LE-Hungaro 98 3-0
Hunreál-Közgáz 1-5

##### Második forduló
Játéknap: 2007. szeptember 1.
Kármán KA-Bp. Erdért 2-2
KCsG-Dupló FC 0-5
Grafito FC-II. Kerület FC (ni)
Szent Pál Akadémia-Rákosligeti AC 2-2
Némedi BSC-Budai XI (ni)
Törökbálint FC-RKSK (ni)
Pasarét FC-Afrique International (ni)
Hídunió SE-Fővárosi Közterület 0-4
ABE Darazsak-AC Zrínyi 2-2
Kőbányai Egyetértés-Bp. Sztárok 2-4
Budakeszi-Babilon (ni)
Hidegkút FC-Piramis Közterület 4-2
Flotta-Goldball (ni)
FC Pifu04-Testvériség 3-8
Róna FC-43 Sz. Építők 1-4
BÜSKE-Chinoin (ni)
BFC Makkabi-XII. kerületi Hegyvidék 0-3
3R Spartacus-Külker 0-3
1908 SZAC SE-AFC Soroksár 2-1
Contact FC-Nagytétény 2-12
Tintahalak SE-Grund1986 FC (ni)
Toti SFC-Rákosszentmihályi SC (ni)
BRSC-MAC Népstadion0-0
Prókátor SE-Lánchíd FC 2-2
Viktória LE-Közgáz FC 0-3

##### Harmadik forduló
játéknap: 2007. szeptember 26.

##### Negyedik forduló
játéknap: 2008. március 2.
MAFC-MLTC 2-0
AfriqueInternational-Royik 3-0 (jn)
Külker-Duna SK 2-2
Hegyvidék-Kelen 1-3
Szabadkikötő-Gázművek 0-2
Tintahalak SC-KISE 1-3
1908 SZAC KSE-Újbudai LTC 1-3
Nagytétény-Pest Szentlőrinc 6-0
Közterület SC-Voyage SE 2-5
Közgáz DSE-Unione FC 1-5
Rákosszentmihályi SC-RTK 1-3
Hidegkút-Ikarus 1-1
Testvériség-Fővárosi Vízművek 0-2
Babilon-Budatétény 1-2
Goldball-Csillaghegy 1-3

##### Nyolcaddöntők
játéknap: 2008. március 9.
Hidegkút-RTK 3-2
Afrique International-Külker 3-0
Nagytétény-Újbuda LSE 3-2
Unione FC-Gázművek MTE 3-3 (hu 4-2 11-es)
Budatétény-TFSE 2-3
Csillaghegyi MTE-Fővárosi Vízművek 5-4
Kelen-Voyage SE 6-0
KISE-MAFC 3-2

##### Negyeddöntők
játéknap: 2008. április 2.
Nagytétény-KISE 8-0
TFSE-Csillaghegyi MTE 2-1
Hidegkút-Kelen 0-1
Afrique International-Unione FC 1-3

##### Elődöntők
játéknap: 2008. április 16.
Nagytétény-TFSE 2-1
Unione FC-Kelen 1-2

##### Döntő
játéknap: 2008. április 30.
Nagytétény-Kelen 4-1 (Csepelen)

#### MK selejtező

##### Első forduló
játéknap: 2008. április 23.
Csillaghegyi MTE-Fővárosi Vízművek 3-3 (hu 2-4 11-es)
Hidegkút-MAFC 6-1
Gázművek MTE - Voyage SE 6-2
Kőbányai ISE-Újbudai LTC 3-3 (hu 3-2 11-es)
Külker-RTK 1-2

##### Második forduló
játéknap: 2008. május 21.
TFSE-BP. Erőmű 0-3
Kelen-Bp. Honvéd II. 1-8
RAFC-Csepel 3-4
Hidegkút-REAC II 4-6
Unione FC-Vasas II 2-1
Gázművek-Budafoki LC 1-7
Budatétény-MTK II 1-6
Kőbányai ISE-Újpest II 2-9
Fővárosi Vízművek-III. Kerületi TUE 0-3
RTK-Pénzügyőr 0-3

##### Harmadik forduló
játéknap: 2008. június 4.
Budafok - MTK II 0-4
Bp. Erőmű-REAC II 4-4 (11-esekkel 2-4)
Újpest II - Pénzügyőr 4-1
Unione FC - III. Kerületi TUE 1-3
Csepel-Bp. Honvéd II 1-3

#### Országos táblára jutott csapatok
NB III: III. Kerületi TUE, Bp. Honvéd II, Újpest FC II, MTK II, REAC II

BLSz I: Nagytétény

### Nógrád megye
6 csapat jut fel

#### Első forduló
játéknap: 2008. március 9.
Karancskeszi-Zagyvaróna 6-1
Ipolyszög-Szügy 1-2
Ságújfalu-SBTC 0-4
Dejtár-Berkenye 1-3
Buják-Kisterenye 1-6
Magyarnándor-Nagybátony 1-2
Babcsán Művek-Rimóc 3-1
Kétbodony-Palotás 0-0
Karancsalja-Mátranovák 0-0
Nógrádkövesd-Héhalom 1-0
Karancsság-Karancslapujtő 0-3
Mihálygerge-SBFC II 3-0
Egyházasgerge-Karancsberény 2-2
Szirák-Tar 2-3
Vizslás-Cered 1-1
Csitár-Varsány 0-2
Keszeg-Kisbágyon Karton SE 3-4
Bercel-Palotás 1-3
Pásztó-Szécsény 0-3
Érsekvadkert-Rétság 1-1
Diósjenő-Romhány 1-5

#### Második forduló
játéknap: 2008. április 23.
Kisterenye-SBFC 1-5
Egyházasgerge-Tar 1-5
Karancskeszi-Nagybátony 0-3 (jn)
Érsekvadkert-Szügy 4-5
Kétbodony-Varsány 2-0
Vizslás-Szécsény 3-4
Babcsán Művek-Berkenye 0-2
Romhány-Balassagyarmat VSE 1-0
Mihálygerge-SBTC 5-8
Ipolytarnóc-Karancslapujtő 0-3 (jn)
Nógrádkövesd-Palotás 3-1
Karancsalja-Kisbágyon Karton SE 1-2

#### Harmadik forduló
játéknap: 2008. május 7.
Kisbágyon-SBFC 0-4
Kétbodony-Szécsény 1-3
Karancslapujtő-SBTC 3-2
Nógrádkövesd-Berkenye 0-1
Tar-Nagybátony 1-8
Romhány-Szügy 3-0 (jn)

#### Negyedik forduló
játéknap: 2008. május 21.
Az országos táblára jutott csapatok a megyei kupáért folytatják.
Szécsény-SBFC 6-3
Romhány-Berkenye 6-1
Karancslapujtő-Nagybátony 7-3

#### Rájátszás a megye legjobbja címért
A küzdelmek körmérkőzéses rendszerben zajlanak.
05.28: Romhány-Karancslapujtő 2-4
06.04: Szécsény-Romhány 1-1
06.11: Karancslapujtő-Szécsény 6-0
A Karancslapujtő nyerte a megye legjobbja címet.

#### Országos táblára jutott csapatok
NB III: SBFC

megye I: Karancslapujtő, Nagybátony, Romhány, Szécsény, Berkenye.

### Heves megye
4 csapat jut fel
Heves megyében megyei kupát is rendeznek, a 4 feljutott csapat küzd meg a DR. Vass Géza kupáért.

#### Első forduló
Játéknap: 2007. augusztus 12.
Rózsaszentmárton-FC Hatvan 1-11
Demjén-Domoszló 3-3
Mikófalva-Szilvásvárad 3-0
Bükkszék-Parád 1-3
Hevesvezekény-Tarnaméra 0-3
Mátraballa-Tarnalelesz 1-6
Gyöngyöspata-Lőrinci 0-4
Tarnalelesz Roma SE-Egercsehi 1-2
Ivád-Mátraderecske 3-0 (jn.)
Karácsond-Kisköre 1-3
Markaz-Füzesabony 1-1
Gyöngyössolymos-Szücsi 3-1
Ecséd-Nagyréde 0-0 (fsz)
Pély-Poroszló 2-4
Csány-Atkár 0-7
Abasár-Heves 1-7
Apc-Zagyvaszántó 0-7
Noszvaj-Verpelét 1-1
Gyöngyöshalász-Gyöngyös AK 0-2
Szihalom-Egerszalók 1-1
Balaton-Bélapátfalva 1-5
Energia FC-Besenyőtelek 4-2
Istenmezeje-Pétervására 0-2
Szajla-Egerszólát 0-3 (fsz)
Recsk-Andornaktája 2-1
Váraszó-Maklár 0-3
Kápolna-Erdőtelek 0-2
Adács-Vámosgyörk 2-3
Hevesaranyos-Egerbakta 0-3
Gyöngyöstarján-Visonta 0-8
Detk-Felsőtárkány 2-4
Novaj-Egri FC KFT. 2-4
Heréd-Hatvani Lokomotív 2-1 (hu)

#### Második forduló
Játéknap: 2007. december 2.
Maklár-Eger 0-1
Gyöngyössolymos-Visonta 1-0
Tarnaméra-Kisköre 0-1
Erdőtelek-Energia FC 3-1
Lőrinci-Atkár 2-2
Heréd-FC Hatvan 2-2
Egerszólát-Noszvaj 3-2 (hu)
Mikófalva-Tarnalelesz 1-6
Mátraderecske-Felsőtárkány 1-6
Vámosgyörk-Szihalom 0-0 (1-4 11-es)
Zagyvaszántó-Heves 2-3
Parád-Pétervására 3-8
Egercsehi-Bélapátfalva 1-1
Poroszló-Markaz 0-4
Nagyréde-Gyöngyös AK 1-2
Recsk-Egerbakta 3-4

#### Harmadik forduló
játéknap: 2008. március 9.
Szihalom-Felsőtárkány 0-1
Heréd-Egri FC KFT. 0-6
Markaz-Gyöngyösi AK 0-2
Gyöngyössolymos-Heves 0-6
Erdőtelek-Egerszólát 3-1
Tarnalelesz-Pétervására 0-2
Lőrinci-Kisköre 1-2
Egerbakta-Egercsehi 3-1

#### Negyedik forduló
játéknap: 2008. április 16.
Egerbakta-Egri FC KFT. 0-2
Felsőtárkány-Heves 3-0
Kisköre-Gyöngyösi AK 1-2
Erdőtelek-Pétervására 3-8

#### Elődöntők
játéknap: 2008. május 7.
Pétervására-Felsőtárkány 3-0
Egri FC KFT.-Gyöngyösi AK 2-4

#### Döntő
játéknap: 2008. május 21.
Pétervására-Gyöngyösi AK 1-4 (Sirokon)

#### Országos táblára jutott csapatok
NB III: Egri FC KFT., Gyöngyösi AK

Megyei I.: Pétervására, Skoda Gál-Autó Felsőtárkány

### Borsod-Abaúj-Zemplén megye
9 csapat jut fel

#### Első forduló
játéknap: 2008. március 19. és március 26.
Bekecs-Erdőhorváti 2-3
Kázsmárk-Szalaszend 3-1
Hercegkút-Mezőzombor 1-3
Makkoshotyka-Sárospatak 1-4
Sajólád-Sajóörös 3-4
Alsószuha-Serényfalva 2-6
Monok-Abaújkér 2-4
Sárazsadány-Zemplén SE 0-1
Telkibánya-Füzér 1-4
Parasznya-Dédestapolcsány 4-1
Tiszatarján-Bükkábrány 0-3
Golop-Prügy 1-3
Hollóháza-Pálháza 1-2
Kovácsvágás-Tiszakarád 0-3
Hernádnémeti-Sajószöged 2-1
Bükkszentlászló-Sajósenye 2-10
Miskolc Szabadidő Központ-Hejőszalonta 3-6
Meszes-Boldva 3-2
Bánhorváti-Mályinka 1-1
Halmaj-Gesztely 3-0
Felsődobsza-Méra 3-4
Mezőnyárád-Mezőkeresztes 2-1
Perkupa-Bódvaszilas 3-7
Hidasnémeti-Mikóháza 0-7
Tiszabábolna-Szentistván 0-8
Felsőkelecsény-Center 0-3
Alsóvadász-Szendrő 2-1
Szakáld-Hejőkeresztúr 2-4
Bükkszentkereszt-Nyírjes/Szirma 1-2
Harsány-Hejőbába 2-1
Kesznyéten-Tiszalúc 1-2
Felsőnyárád-Sáta 3-0
Tibolddaróc-Vatta 1-1
Vajdácska-Pácin 0-8
Sajókaza II-Felsőtelekes 2-2
Erdőbénye-Györgytarló 2-4
Tard-Mályi 1-2
Nagyrozvágy-Ricse 2-0
Cserépfalu-Bogács 2-6
Holcim-Kurigyán 3-1
Alsóberecki-Vámosújfalu 1-0
Bodrogolaszi-Bodrogkisfalud 0-9
Rudabánya-Borsodnádasd 0-5
Nagybarca-Sajókaza 1-7
Szerencs-Karcsa 1-5
Bükkzsérc-Tiszakeszi 2-2
Tardona-Sajóvámos 3-0
Hidvégardó-Trizs 2-3
Nekézseny-Hódoscsépány 1-3
Kenézlő-Olaszliszka 0-4
Megyaszó-Tokaj 1-0
Kiskinizs-Edelény 0-2
Encs II-Mád 0-3
Novajidrány-Boldogkőváralja 4-1
Büttös-Hernádkércs 1-4
Fulókércs-Forró 3-3
Abaújdevecser-Tállya 2-4
Beret-Borsodszirák 1-4
Taktaszada-Tarcal 0-0
Vilmány-Gönc 0-3
Tiszaladány-Taktakenéz 4-1
Garadna-Aszaló 3-3
Hernádvécse-Homrogd 2-1

#### Második forduló
játéknap: 2008. április 9.
Mezőzombor-Olaszliszka 8-4
Parasznya-Szirmabesenyő 1-0
Felsőnyárád-Múcsony 0-10
Mezőnyárád-Emőd 0-4
Holcim-Varbó 4-1
Tibolddaróc-Bükkábrány 3-2
Tardona-Center 1-1
Alsóberecki-Tiszakarád 2-1
Hejőszalonta-Tiszapalkonya 3-4
Méra-Hernádvécse 2-1
Nagyrozvágy-Sátoraljaújhely 0-8
Fulókércs-Gönc 0-7
Sajókaza II-Trizs 1-1
Halmaj-Arnót 0-3
Tiszaladány-Mád 2-1
Bükkzsérc-Bogács 0-4
Bánhorváti-Sajóbábony 1-5

#### Harmadik forduló
játéknap: 2008. április 23.
Alsóberecki-Pácin 1-3
Füzér-Abaújszántó 1-3
Sajósenye-DVTK II 1-5
Györgytarló-Bodroghalom 2-2
Mezőzombor-Tiszalúc 1-0
Tiszaladány-Sárospatak 1-7
Sajókaza II-Ózd 0-9
Taktaszada-Prügy 0-5
Sajóörös-Szentistván 1-1
Megyaszó-Onga 6-1
Abaújkér-Encs 0-5
Hejőkeresztúr-Felsőzsolca 1-9
Karcsa-Erdőhorváti 12-0
Tibolddaróc-Bogács 3-4
Parasznya-Serényfalva 2-0
Bódvaszilas-Szalonna 0-4
Méra-Hernádkércs 3-5
Tiszapalkonya-MVSC 2-0
Garadna-Gönc 2-2
Kázsmárk-Edelény 2-6
Bodrogkisfalud-Tolcsva 3-1
Meszes-Múcsony 1-4
Zemplén SE-Tállya 4-1
Holcim-Sajókaza 0-1
Hódoscsépány-Putnok VSE 0-3 (jn)
Tardona-Borsodnádasd 2-2
Mályi-Sajószentpéter 0-7
Pálháza-Sátoraljaújhely 0-6
Hernádnémeti-Tiszaújváros 2-5
Emőd-Mezőcsát 5-4
Bánhorváti-Borsodszirák 2-2
Nyírjes/Szirma-Nyékládháza 2-1
Novajidrány-Tomorlak 1-7
Mikóháza-Cigánd 0-6
Harsány-Arnót 0-0
Alsóvadász-MEAFC 1-2

#### Negyedik forduló
játéknap: 2008. május 7.
Hernádkércs-Abaújszántó 0-7
Bánhorváti-Ózd 2-9
Bogács-MEAFC 3-2
Tiszapalkonya-Felsőzsolca 1-0
Tardona-Sajókaza 0-4
Garadna-Encs 0-6
Emőd-Tiszaújváros 0-4
Sajóörös-Sajószentpéter 0-3
Harsány-Múcsony 2-2
Zemplén SE-Prügy 3-2
Karcsa-Pácin 3-5
Parasznya-Szalonna 1-2
Megyaszó-Tomorlak 1-2
Edelény-DVTK II 0-3
Mezőzombor-Sárospatak 2-4
Bodrogkisfalud-Cigánd 2-2
Nyírjes/Szirma-Putnok VSE 0-1
Györgytarló-Sátoraljaújhely 1-5

#### Ötödik forduló
játéknap: 2008. május 28.
Harsány-Ózd 1-5
Sajókaza-Tiszaújváros 2-2
Pácin-Putnok VSE 1-4
Bodrogkisfalud-Szalonna 5-2
Zemplén SE-Tomorlak 3-6
Sátoraljaújhely-Abaújszántó 2-3
Sárospatak-Sajószentpéter 6-0
Tiszapalkonya-Encs 4-1
Bogács-DVTK II 0-0

#### Országos táblára jutott csapatok
NB III: Ózd, Putnok

Megye I: Tomorlak, Abaújszántó

Megye II: Sajókaza, Sárospatak, Tiszapalkonya, Bogács, Bodrogkisfalud

### Hajdú-Bihar megye
3 csapat jut fel

#### Első forduló
játéknap: 2008. április 9.
Komádi-Püspökladány Zöld ászok LE 2-3
Tetétlen-Sárrétudvari 2-4
Téglás-Hajdúsámson 1-3
Ebes-DEAC 4-0
Fülöp-Nyíracsád 1-6
Nagyhegyes-Hajdúszoboszló 2-6
Hajdúdorog-Polgár 1-2
Monostorpályi-Vámospércs 1-2
Pocsaly-Konyár 1-2
Bocskai István SE Álmosd-Nyírábrány 0-5
Kabai Meteorit-Báránd 3-1
Létavértes II-Nyírmártonfalva Toldi 5-0
Bihartorda-Nagyrábé 1-7
Józsa-Nádudvar 3-2
Szerep-Földes 2-1
Kismarja-Szentpéterszeg 7-0
Hosszúpályi-Derecske 2-4
Görbeháza-Hajdúhadház 2-4
Köröszszegapáti-Körösszakál 0-3
Sáránd-Mikepércs 3-4
Biharnagybajom-Mezősas 0-2

#### Második forduló
játéknap: 2008. április 2.
Sárrétudvari-Létavértes 0-5
Vámospércs-Nyírábrány 2-1
Kismarja-Konyár 4-1
Püspökladány Zöld Ászok-DVSC II 1-5
Mezősas-Blondi FC Esztár 2-1
Kaba-Balmazújváros 2-3
Józsa-Hajdúhatház 3-1
Szerep-Nagyrábé 1-1
Polgár-Hajdúböszörmény 3-1
Nyíracsád-Mikepércs 5-3
Ebes-Hajdúszoboszló 2-1
Egyek-Tiszacsege 3-3
Létavértes II-Berettyóújfalu 0-2
Derecske-Hajdúnánás 3-3
Biharkeresztes-Körösszakál 6-2
Hajdúsámson-Nyíradony 1-4

#### Harmadik forduló
játéknap: 2008. május 7.
Ebes-Berettyóújfalu 4-3
Józsa-Nyíracsád 3-2
Szerep-Egyek 2-3
Polgár-DVSC II 0-11
Létavértes-Balmazújváros 2-1
Biharkereztes-Vámospércs 1-3
Kismarja-Mezősas 2-3
Derecske-Nyíradony 0-7

#### Negyedik forduló
játéknap: 2008. május 21.
Ebes-Létavértes 2-2
Mezősas-Vámospércs 2-1
Pocsaly-Egyek 2-3
Nyíradony-DVSC II 0-2

#### Elődöntő
játéknap: 2008. június 4.
Egyek-Ebes 1-2
Mezősas-DVSC II 3-14

#### Bronzmeccs az országos táblára jutásért
játéknap: 2008. június 18.
Mezősas-Egyek 2-1

#### Döntő
játéknap: 2008. június 11.
Ebes-DVSC II 0-10

#### Országos táblára jutott csapatok
NB III: DVSC DEAC

Megye I: Ebes

Megye II: Mezősas

### Szabolcs-Szatmár-Bereg megye
10 csapat jut fel

#### Első forduló
játéknap: 2008. április 9.
Turistvándi-Kisar -1 (4-2 11-es)
Milota-Tisztaberek 0-0
Jánd-Nyírlugos 0-4
Kispalád-Méhtelek 5-0
Szamosbecs-Nagyszekeres 1-3
Kölcse-Tiszakóród 2-7
Barabás-Szatmárcseke 3-3
Jánkmajtis-Tyukod 2-5
Kántorjánosi-Beregdaróc 5-3
Csegöld-Vámosoroszi 1-4
Cégénydányád-Pátyod 1-4
Nagyar-Szamossályi 1-3
Hodász-Kocsord 36-1
Terem-Rohod 1-1
Nyírkáta-Nagydobos 0-4
Mérk/Vállaj-Jármi 3-1
Fábiánháza-Porcsalma 6-1
Kisléta-Nyírgyulaj 1-5
Őr-Petneháza 0-2
Ököritófülpös-Máriapócs 1-7
Nyírbogát-Piricse 2-2
Nyírgelse-Encsencs 2-4
Nyírbéltek-Ópályi (fsz, 3-0)
Vasmegyer-Bököny 1-0
Ramocsaháza-Kölyök SC 5-1
Gávavencsellő-Nyírvasvári 3-0
Tiszatelek-Nyírpazony 4-0
Tiszaeszlár-Napkor 1-1 (5-3 11-es)
Gégény-Levelek 0-3
Nyírtura-Kállósemjén 3-3
Nyírtét-Apagy 1-3
Geszteréd-Nyíribrony 0-3
Nyírjákó-Tiszadob 2-1
Bashalom-Nyírtass 3-1
Vitka-Aranyosapáti
0-2
Rétközberencs-Szabolcsveresmart 6-2
Kékcse-Lövőpetri 5-3
Zsurk-Eperjeske 1-2
Gelénes-Nagyvarsány 2-6
Tiszaszentmárton-Nyírbogdány 4-7
Tákos-Kisvarsány 3-0
Tornyospálca-Tiszabeszdéd 2-3

#### Második forduló
játéknap: 2008. április 16.
Nyírjákó-Tiszaeszlár 1-2
Encsencs-Petneháza 4-1
Tákos-Pátroha 0-2
Nagydobos-Kocsord 7-3
Tiszatelek-Nyírmihálydi 1-0
Kántorjánosi-Sonkád 0-7
Vasmegyer-Kálmánháza 4-3
Mezőladány-Fényeslitke 2-3
Nyírbéltek-Vaja 1-4
Szamossályi-Tunyogmatolcs 1-5
Máriapócs-Nyírcsaholy 2-2
Levelek-Demecser 1-1 (4-3 11-es)
Ramocsaháza-Kék 6-2
Tiszabezdéd-Ajak 1-2
Nagyvarsány-Anarcs 4-2
Kispalád-Vámosoroszi 0-3
Gávavencsellő-Szakoly 2-2
Nyírtura-Bashalom 3-3 (2-4 11-es)
Nyírbogdány-Újdombrád 4-2
Nagyszekeres-Tyukod 3-2
Fábiánháza-Nyírgyulaj 3-5
Kékcse-Aranyosapáti 4-5
Apagy-Nyíribrony 4-3
Rétközberencs-Gyulaháza 4-5
Barabás-Túristvándi 5-1
Pátyod-Nyírlugos 1-5
Nyírbogát-Nyírmeggyes 1-1
Tiszakóród-Tarpa 3-1
Komoró-Pap 4-2
Eperjeske-Jéke 2-1
Terem-Ófehértó 0-0
Milota-Nábrád 4-4
Mérk/Vállaj-Pusztadobos 2-0
Tiszamenti SE-Dombrád 1-1 (5-6 11-es)

#### Harmadik forduló
játéknap: 2008. április 23.
Nagyszekeres-Nyírlugos 2-0
Vasmegyer-Apagy 1-2
Milota-Tunyogmatolcs 1-3
Nagyvarsány-Komoró 1-6
Encsencs-Máriapócs 10-1
Ramocsaháza-Bashalom 6-2
Terem-Nagydobos 3-5
Barabás-Sonkád 0-2
Gávavencsellő-Levelek 2-0
Aranyosapáti-Ajak 2-3
Pátroha-Dombrád 1-2
Nyírbogát-Vaja 0-0
Tiszakóród-Vámosoroszi 4-0
Tiszaeszlár-Tiszatelek 1-2
Fényeslitke-Gyulaháza 2-1
Mérk/Vállaj-Nyírgyulaj 2-2
Eperjeske-Nyírbogdány 2-3

#### Negyedik forduló
játéknap: 2008. május 14.
Fényeslitke-Nyírtelek 0-2
Kótaly-Volán Sényő 1-1
Sonkád-Mátészalka 0-3
Mérk/Vállaj-Tiszavasvári 0-3
Tiszatelek-Nagykálló 0-1
Apagy-Tiszalök 1-8
Ajak-Nagyhalász 2-1
Nagydobos-Mándok 2-5
Komoró-Ibrány 0-9
Nagyszekeres-Kisvárda 2-7
Encsencs-Nyírkarász 0-2
Tunyogmatolcs-Újfehértó 1-3
Tiszakóród-Fehérgyarmat 5-2
Gávavencsellő-Záhony 1-4
Ramocsaháza-Balkány 1-7
Tiszabecs-Tiszakanyár 3-2
Nyírbogdány-Nagyecsed 0-3
Nyírbogát-Kemecse 0-7
Csenger-Nyírmada 1-4
Dombrád-Nyírbátor 3-3

#### Ötödik forduló
játéknap: 2008. május 28.
Tiszavasvári-Nagyecsed 1-3
Ajak-Mátészalka 1-0
Tiszakóród-Ibrány 2-2
Újfehértó-Nyírtelek 3-5
Dombrád-Tiszalök 2-1
Tiszabecs-Mándok 1-1 (hu 5-4 11-es)
Balkány-Kisvárda 3-5
Kemecse-Nyírmada 2-2
Záhony-Nyírkarász 3-3 (hu 3-5 11-es)
Kótaly-Nagykálló 3-0

#### Országos táblára jutott csapatok
NB III: Kisvárda, Nagyecsed

Megye I: Tiszabecs, Nyírkarász, Nyírtelek, Kemecse, Kótaly

Megye II: Dombrád, Ajak, Tiszakóród

### Békés megye
3 csapat jut fel

#### Első forduló
Játéknap: 2007. augusztus 29.
Kamut-Gyomaendrőd FC2-1
Dévaványa-Füzesgyarmat 1-5
Gerla-Mezőmegyer 6-1
Szarvasi LSzK-Szarvasi FC 2-2
Békéscsabai MÁV-Méhkerék 0-4
Elek-Sarkadkeresztúr 0-6
Zsadány-Vésztő 2-10
Köröstarcsa-Gyomaendrődi VSE 2-2
Csanádapáti Előre-Újkígyós 0-2
Csárdaszállás-Telekgerendás Medosz 1-2
Gyulai Termál II-Kétegyháza 1-5
Kunágota-Kaszaper FC 2-5
Pusztaföldvár-Magyarbánhegyes 1-2
Kardos/Örménykút-Mezőberény 3-4
Nagyszénás-Kondoros 0-8
Tarhos-Szeghalom 0-3
Békéssámson-Tótkomlós 1-2
Kevermes-Battonya 0-9
Kötegyán-Doboz 0-5
Okány-Körösladány 1-3
Dombegyház-Mezőhegyes 0-10
Gerendás-Békés 1-9
Lökösháza-Jamina 1-2
Csorvás-Gádoros 2-1
Sarkadi Kinizsi-Szabadkígyós 2-2
Kétsopronyi Rákóczy-Csabacsűd 0-6
Nagybánhegyesi Rákóczy-Meggyesegyházi Medosz 2-0

#### Második forduló
Játéknap: 2007. szeptember 19.
Szarvasi LSZK-Békésszentandrási Hunyadi 3-3
Telekgerendási Medosz-Kondoros 2-5
Csabacsűd-Mezőberény 0-2
Mezőkovácsházi TE-Mezőhegyes 2-2
Gerla-Sarkadkereztúr 1-7
Vésztő-Füzesgyarmat 3-1
Kamut-Jamina SE 0-8
Kétegyháza-Kaszaper 0-0
Újkígyós-Gyulai Termál FC 0-4
Sarkadi Kinizsi-Békéscsaba 1912 Előre SE 0-4
Köröstarcsa-Szeghalom 0-5
Körösladány-Békés 2-0
Nagybánhegyesi Rákóczy-Magyarbánhegyes 3-1
Doboz-Méhkerék 0-4
Tótkomlós-Battonya 2-3
Csorvás-Rákóczy Vasas OMTK 2-1

#### Harmadik forduló
játéknap: 2008. április 9.
Nagybánhegyesi Rákóczy-Battonya 1-8
Vésztő-Sarkadkeresztúr 1-2
Mezőkovácsháza-Gyulai Termál 0-3
Csorvás-Mezőberény 0-0
Körösladány-Jamina 2-1
Szarvasi LSzK-Kondoros 3-4
Szeghalom-Békéscsaba 1912 Előre SE 1-4
Kétegyháza-Méhkerék 0-3

#### Negyedik forduló
játéknap: 2008. április 23.
Kondoros- Békéscsaba 1912 Előre SE 3-5
Csorvás-Méhkerék 1-4
Battonya-Gyulai Termál FC 2-1
Körösladány-Sarkadkeresztúr 0-1

#### Ötödik forduló
játéknap: 2008. május 14.
Battonya-Békéscsaba 1912 Előre SE 1-3
Méhkerék-Sarkadkeresztúr0-1

#### Rájátszás az országos táblára jutásért
játéknap: 2008. május 28.
Méhkerék-Battonya 2-0

#### Országos táblára jutott csapatok
NB III: Békéscsaba 1912 előre SE

Megye I: Sarkadkeresztúr, Méhkerék

### Jász-Nagykun-Szolnok megye
3 csapat jut fel

#### Első forduló
Játéknap: 2007. augusztus 12.
Kétpó-Nagyiván 0-10
Tiszagyenda-Tiszafüred 0-8
Zagyvarékas-Fegyvernek 2-4
Kungyalu-Cibakháza 1-2
Szászberek-Újszász 0-2
Jászdózsa-Jászapáti 1-4
Jászfényszaru II-Jászárokszállás 1-3
Jászboldogháza-Jánoshida 1-4
Tiszaföldvár-Csépa 1-4
Kenderes-Szolnoki Spartacus 1-2
Tószeg-Törökszentmiklós 0-3
Örményes-Túrkeve 1-4
Alattyán-Jászladány 1-5
Kisújszállás-Kunmadaras 2-1
Tiszatenyő-Cserkeszőlő 1-1
Jászszentandrás-Jászfényszaru 2-2
Jászjákóhalma-Jászkisér 0-3
Nagykörű-Besenyszög 1-6
Jásztelek-Jászalsószentgyörgy 0-4
Tiszapüspöki-Szajol 0-3 (fsz)
újrajátszás:
Tiszapüspöki-Szajol 2-2
Jászágó-Pusztamonostor 1-5
Tiszabura-Abádszalók 1-0
Kőtelek-Kunhegyes 1-4

#### Második forduló
Játéknap: 2007. szeptember 19.
Jánoshida-Jászárokszállás 0-1
Rákóczyfalva-Törökszentmiklós 4-2
Jászszentandrás-Jászapáti 0-13
Újszász-Besenyszög 2-1
Martfű-Szolnoki Spartacus 1-1
Tiszaszentimre-Kunhegyes 6-7 (hu)
Tiszatenyő-Nagyiván 2-4
Kisújszállás-Túrkeve 0-3
Pusztamonostor-Jászkisér 2-0
Csépa-Mezőtúr 0-6
Jászalsószentgyörgy-Jászladány 1-1
Cibakháza-Kunszentmárton 0-3
Tiszabura-Karcag 1-4
Tiszapüspöki-Fegyvernek 2-4

#### Harmadik forduló
játéknap: 2007. október 23.
Mezőtúr-Jászapáti 1-3
Túrkeve-Fegyvernek 7-0
Karcag-Tiszafüred 2-0
Nagyiván-Újszász 0-2
Pusztamonostor-Martfű 4-1
Rákócifalva-Jászárokszállás 2-2
Jászalsószentgyörgy-Kunhegyes 0-6

#### Negyedik forduló
játéknap: 2008. március 2.
Rákóczifalva-Túrkeve 0-3
Pusztamonostor-Karcag 1-1
Mezőtúr-Jászapáti 1-3
Újszász-Kunszentmárton 3-1

#### Ötödik forduló
játéknap: 2008. május 21.
Túrkeve-Jászapáti 1-1
Pusztamonostor-Újszász 0-1

#### Rájátszás az országos táblára jutásért
játéknap: 2008. május 28.
Pusztamonostor-Jászapáti VSE 2-5

#### Országos táblára jutott csapatok
NB III: Jászapáti VSE

Megye I: Újszász, Túrkeve

### Csongrád megye
3 csapat jut fel

#### Első forduló
Játéknap: 2007. augusztus 12.
Domaszék-Pusztamérges 7-5
Földeák-Hódmezővásárhely HFC 0-6
Zákányszék-KSE Balástya 0-6
Kübekháza-Kiszombor 1-2
Szegedi VSE-Kiskundorozsma 1-2
Fábiánsebestyén-Székkutas 1-2
FK 1899 Szeged-Újszentiván SE 1-3
Makó Phoenix SE-Hódmezővásárhely Astra SE 2-2
Apátfalva-Csanádpalota 0-1
Csanytelek-Csongrád 0-4
Szőreg-Károlyi DSE 1-2
Baks-Tömörkény 9-2
Zsombó-Kistelek 1-2
Újszegedi TC-Tápé SK 2-4
Öttömös-Cartel Balástya 2-5
Újszentiván Helybéliek SE-Deszk 1-5
Derekegyház-Mintszent 1-8
Szatymaz-Sándorfalva 2-1
Üllés-Bordány 1-4
Szegvár-Szentesi Kinizsi 2-1
Ambrózfalva-Pitvaros 0-2
Ruzsa-Mórahalom 1-4
Forráskút-Algyő SK 2-3
IKV Alsóváros-USC Tanárképző 1-1
Pázsit-Röszke 2-7

#### Második forduló
Játéknap: 2007. szeptember 5.
Nagymágocs-Hódmezővásárhely 0-3
Pitvaros-Csanádpalota 0-3 (jn.)
Szegvár-Mintszent 0-2
Kiszombor KSK-Károlyi DSE 6-3
Kiskundorozsma-Algyő 2-5
Baks-Kistelek 1-3
Domaszék-Szatymaz1-3
Röszke-Bordány 6-1
Cartel Balástya-Mórahalom VSE 1-5
Székkutasi TC-Csongrádi DSE 0-3
Phoenix Makó-Deszk FC 2-1
IKV Alsóváros-Újszentiván SE 0-4
Újszegedi TC-KS Balástya 2-1

#### Harmadik forduló
játéknap: 2007. szeptember 19.
Ásotthalmi TE-Mórahalom 0-1
Kiszombor-Hódmezővásárhely FC 2-3
Mintszent-Csongrád 2-5
Szatymaz-Kistelek 2-5
Rözke-Algyő 1-5
Újszegedi TC-Újszentiván 1-4
Phoenix Makó-Csanádpalota 2-1

#### Negyedik forduló
játéknap: 2008. április 16.
Tisza Volán-Csongrád 1-2
Mórahalom-Kistelek 1-4
Újszentiván-Algyő 1-5
Phoenix Makó-Hódmezővásárhely 1-1

#### Ötödik forduló
játéknap: 2008. május 7.
Phoenix Makó-Csongrád 1-6
Kistelek-Algyő 1-4

#### Rájátszás az országos táblára jutásért
játéknap: 2008. május 21.
Phoenix Makó-Kisteleki TE 1-2

#### Országos táblára jutott csapatok
NB III: Csongrád, Algyő

Megye I: Kisteleki TE

### Bács-Kiskun megye
6 csapat jut fel
Bács-Kiskun megyében Bács-megyei kupát is rendeznek, így a negyeddöntők négy győztese a kupáért, a vesztesek az országos tábláért folytatják a küzdelmeket.

#### Első forduló
Játéknap: 2007. augusztus 29.
Dávod-Vaskút 3-3
Bátmonostor-Érsekcsanád 1-1
Gara-Nagybaracska 3-3
Városföld-Ladánybene 0-4
Kecskeméti LC-Helvécia SE 1-7
Fülöpjakab-Kiskunfélegyházi Vasutas 0-9
Kiskunhalasi spartacus-Mélykút 1-7
Kisszállás-Kelebia 2-1
Miklósi GYFE-Szabadszállás 1-11
Helvéciai Vállalkozók-Bugac 0-13
Tiszaúg-Lakitelek 2-2
Ágasegyháza-Ballószögi Vállalkozók 5-3
Fülöpháza-Kunadacs 3-0
Tiszaalpár-Nyárlőrinc 0-2
Kunbaracs-Hetényegyháza 2-2
Ballószögi KSK-Jakabszállás 1-4
Apostag-Dunavecse 0-6
Dunaegyháza-Tass 0-3
Fülöpszállás-Orgovány 1-3
Soltszentimre-Tabdi 0-3
Ordas-Dunapataj 0-4
Uszód-Géderlak 2-2 (hu 4-3 11-es)
Dunatetétlen-Csengőd 0-3
Foktő-Dunaszentbenedek 3-1
Bátya-Fajsz 1-6
Miske-Hajós 2-7
Borota-Császártöltés 2-5
Kunbaja-Katymár 2-2
Bácsborsód-Csávoly 3-0
Öregcsertő-Sükösd 4-7
Szank-Csólyospálos 2-5
Homokmégy-Szakmár 2-2
Jánoshalma-Felsőszentiván 2-10
Jászszentlászló-Pálmonostora 1-2
Bajaszentistván-Szeremle 3-2
Tázlár-Kötöny SC 4-2
Vadkert FC-Kecel FC 0-3
Kecel Senior-Kaskantyú 1-3

#### Második forduló
Játéknap: 2007. szeptember 12.
Tázlár-Csólyospálos 3-4
Uszód-Harta 0-6
Ladánybene-Kunszállás 5-3
Tiszaúg-Kiskunfélegyházi Vasutas 1-3
Csengőd-Orgovány 0-3
Helvécia SE-Kerekegyháza 8-3
Harkakötöny-Bugac 3-1
Foktő-Dusnok 0-4
Kisszállás-Bácsalmás 0-2
Fajsz-Kalocsa 4-0
Ágasegyháza-Izsáki Sárfehér SE 1-8
Sükösd-Nemesnádudvar 4-1
Fülöpháza-Szabadszállás1-2
Kunbaja-Bácsborsód 0-2
Bátmonostor-Bácsbokod 0-5
Újtelek-Kiskőrös 0-3
Dávod-Bajaszentistván 2-1
Tabdi-Akasztó 0-3
Kaskantyú-Kecel FC 1-6
Kunbaracs-Jakabszállás 2-1
Nyárlőrinc-Tiszakécske 2-3
Császártöltés-Soltvadkert 4-2
Mélykút-Tompa 3-2
Pálmonostora-Kiskunhalas FC 1-0
Gara-Felsőszentiván 3-0
Tass-Dunavecse 0-5
Dunapataj-Solt 1-9
Homokmégy-Hajós 1-6

#### Harmadik forduló
játéknap: 2007. szeptember 26.
Ladánybene-Tiszakécske 3-1
Csólyospálos-Kiskőrös 2-10
Szabadszállás-Solti FC 1-8
Dávod-Bácsborsód 0-0
Fajsz-Dusnok 5-2
Kecel FC-Izsáki Sárfehér SE 0-8
Kiskunfélegyházi Vasutas-Pálmonostora 2-1
Sükösd-Bácsbokod 4-1
Orgovány-Akaztó 0-5
Dunavecse-Harta 1-3
Harkakötöny-Császártöltés 3-2
Kunbaracs-Helvécia SE 3-0
Hajós-Bácsalmás 3-2
Gara-Mélykút 3-1

#### Negyedik forduló
játéknap: 2008. április 16.
Fajsz-Bajai LSE 3-6
Sükösd-Harta 1-3
Kunbaracs-Ladánybene 0-2
Kiskunfélegyházi Vasutas-Kiskunfélegyházi Honvéd 0-3
Harkakötöny-Solt 1-1
Dávod-Hajós 3-4
Akasztó-Izsáki Sárfehér SE 3-3 (hu 2-4 11-es)
Gara-Kiskőrösi LC 0-1

#### Ötödik forduló
játéknap: 2008. április 30.
Kiskunfélegyházi Honvéd-Bajai LSE 1-0
Ladánybene-Harta 2-1
Hajós-Izsáki Sárfehér SE 3-2
Harkakötöny-Kiskőrösi LC 3-2

#### Rájátszás az országos táblára jutásért
játéknap: 2008. május 28.
A negyeddöntők vesztesei mérkőznek meg két országos táblás helyért.
Kiskőrös-Izsáki Sárfehér SE 4-2
Harta-Bajai LSE 0-1

#### Elődöntők
játéknap: 2008. május 28.
Harkakötöny-Ladánybene 2-6
Hajós-KHTK 3-0 (A KHTK a megyei kupától visszalépett!)

#### Döntő
játéknap: 2008. június 11.
Hajós-Ladánybene 2-4 (Kiskörösön)

#### Országos táblára jutott csapatok
NB III: Kiskunfélegyházi HTK, Bajai LSE

Megye I: Kiskörösi LC

Megye II: Hajós, Ladánybene

Megye III: Harkakötöny

### Baranya megye
6 csapat jut fel

#### Első forduló
játéknap: 2008. május 7.
Egerág-Pellérd 3-1
Bányász TC-Tornádó Pécs 3-1
Gödre-Sásd 0-1
Magyarbóly-Villány 2-1
Endrőc-Hobol 1-0
Vókány-Beremend 0-5
Nagypeterd-Kishárságy 0-3 (jn)
Hetvehely-Kővágószőlős 0-3 (jn)
Véménd-Palotabozsok 7-0
Abaliget-Magyarszék 0-1
Orfű-Nagykozár CroLine 1-4
Union Himes-Himesháza KSE 1-3
Mintszentgodisa-Magyarhertelend 0-3 (jn)
Kökény-Ócsárd 1-3
Királyegyháza-Bicsérd Fürgenyuszi 0-14
Olasz-PTE PEAC 0-8
Lippó-Bóly 1-3
Görcsöny-Baksa 3-1
Patapoklosi-Szigetvári ZMSE 1-1
Kislippó-Márok 3-15
Székelyszabar-Somberek 0-16
Somogyhatvan-Nagydobsza 0-3 (jn)
Vajszló-Harkány 0-3
Kovácshida-Siklós 5-1
Újpetre-Pogány 1-5
Zádor-Kétújfalu 0-3
Szalánta-Drávaszabolcs 2-2
Versend-Majs 1-2
Újmohács-Mohácsi TE 1-26
Hosszúhetény-Bogád 3-2
Mágocs-Szászvár 0-6
Szentlászló-Merenye 3-0 (jn)
Sátorhely-Lánycsók 0-3
Geresdlak-Hidas 1-5
Kisnyárád-Babarc 2-3
Kölked-Görcsönydoboka 4-4
Drávafok-Felsőszentmárton 3-1
Ivándárda-Töttös 1-2
Gyód-Boda 0-3
Cserti-Szabadszentkirály 0-3 (jn)
Borjád-Szajk 3-0 (jn)
Dunaszekcső-Bár 3-0 (jn)
Almamellék-Bükkösd 0-3 (jn)

#### Második forduló
játéknap: 2008. május 14.
Dunaszekcső-Magyarszék 1-0
Borjád-Bükkösd 0-2
Véménd-Töttös 3-0 (jn)
Babarc-Beremend 2-1
Szentlászló-Kővágószőlős 0-3
Nagydobsza-Boda 5-2
Márok-Himesháza 3-4
Kétújfalu-Mohács 0-2
Pogány-PVSK Fürgenyuszi 2-2
Drávafok-Szászvár 2-1
Szabadszentkirály-Lánycsók 3-1
Szalánta-Bóly 0-1
Kishárságy-Sejje 3-2
Endrőc-Magyarhertelend 0-1
Harkány-Szentlőrinc 2-4
Kölked-Egerág 1-11
Kovácshida-Sásd 2-0
Nagykozár CroLine-Majs 1-4
Magyarbóly-Hosszúhetény 3-0
Görcsöny-Szederkény 3-4
Somberek-Ócsárd 1-0
PTE PEAC-Hidas 2-2 (hu 6-5 11-es)
Patapoklosi-Bányász TC 2-3
Bicsérd Fürgenyuszi-Pécsvárad 0-2

#### Harmadik forduló
játéknap: 2008. május 21.
Babarc-Szederkény 1-0
Bányász TC-Kovácshida 0-2
Szentlőrinc-Bóly 1-0
Szabadszentkirály-Bükkösd 2-1
Magyarhertelend-Egerág 1-3
Majs-Pécsvárad 2-0
Véménd-PTE PEAC 1-2
Kishárságy-Somberek 3-2
Drávafok-Pogány 2-2
Magyarbóly-Himesháza 1-3
Kővágószőlős-Mohácsi TE 1-1
Dunaszekcső-Nagydobsza 1-2

#### Negyedik forduló
játéknap: 2008. június 4.
Nagydobsza-Kővágószőlős 0-3*
Kovácshida-Himesháza 2-0
Kishárságy-Egerág 5-2
Babarc-Szentlőrinc 0-5
Drávafok-PTE-PEAC 1-4
Szabadszentkirály-Majs 0-2
- A Nagydobszaiak egyik játékosa 2-3-as állásnál az 56. percben megütötte a bírót, ezért a játékvezető félbeszakította a mérkőzést, amit a megyei lsz versenybizottsága a vendégek javára igazolt.

#### Országos táblára jutott csapatok
NB III: Szentlőrinc

Megye I: PTE PEAC

Megye I/b: Majs, Kővágószőlős

Megye II: Kishárságy, Kővácshida

### Tolna megye
4 csapat jut fel

#### "Nulladik forduló"
játéknap: 2008. április 16.
Pálfa-Ozora 0-0
Felsőnána-Őcsény 0-3

#### Első forduló
játéknap: 2008. április 23.
Gyönk-Szekszárdi UFC 0-10
Izmény-Závod 2-0
Tolnanémedi-Németkér 2-1
Bátaszék-Bonyhád VLC 3-3
Győrköny-Bölcske 1-10
Harc-Sióagárd 0-4
Tengelic-Gerjen 3-4
Kölesd-Bogyiszló 4-4
Gyapa-Pálfa 2-3
Magyarkeszi-Tamási 1-5
Fad-Zomba 2-1
Szedres-Dunaszentgyörgy 3-1
Kéty-Tolna 3-3
Hőgyész-Szakály 3-1
Báta-Kisdorog 0-3 (jn)
Simontornya-Madocsa 2-5
Pusztahencse-Paksi FC II 0-14
Kaposszekcső/Csikóstöttös-Nak 4-4 (hu 3-5 11-es)
Nagymányok-Bátaapáti 3-2
Szakcs-Regyöly 3-0
Kajdacs-Dunaföldvár FC 0-6
Bonyhádvarazsd-Decs 0-3 (jn)
Cikó-Majos 3-0
Aparhant-Bonyhád/Börzsöny SE 2-2 (hu 5-4 11-es)
Váralja-Mórágy 2-6
Nagydorog-Dunaföldvár TSE 0-3
Tevel-Dombóvári Rutin 3-2
Újireg-Irekszemcse 0-3 (jn)
Pincehely-Dunakömlőd 1-7
Kocsola-Döbrököz 3-2
Dalmand-Múcsfa 2-4
Őcsény-Kakasd 6-1

#### Második forduló
játéknap: 2008. május 7.
Tolnanémedi-Dunaföldvár FC 2-2
Hőgyész-Gerjen 1-8
Kisdorog-Bátaszék 1-3
Izmény-Tevel 2-6
Kocsola-Tamási 1-7
Decs-Őcsény 2-0
Kéty-Szekszárdi UFC 0-11
Pálfa-Madocsa 5-4
Bölcske-Paksi FC II 0-1
Aparhant-Nagymányok 3-4
Mórágy-Cikó 0-3
Sióagárd-Szedres 0-2
Múcsfa-Irekszemcse 4-1
Dunaföldvár STE-Dunakömlőd 4-3
Fad-Kölesd 0-1
Nak-Szakcs 1-0

#### Harmadik forduló
játéknap: 2008. május 14.
Pálfa-Dunaföldvári STE 2-1
Cikó-Decs 2-4
Kölesd-Szekszárdi UFC 0-10
Szedres-Gerjen 6-0
Tolnanémedi-Paksi FC II 1-6
Múcsfa-Tamási 3-6
Nagymányok-Bátaszék 0-4
Nak-Tevel 3-6

#### Negyedik forduló
játéknap: 2008. május 21.
Szedres-Szekszárdi UFC 0-2
Tevel-Tamási 1-3
Bátaszék-Decs 1-1 (hu 3-4 11-es)
Pálfa-Paksi FC II 1-10

#### Országos táblára jutott csapatok
NB III: Szekszárdi UFC, Tamási, Paksi FC II

Megye I: Decs

### Somogy megye
6 csapat jut fel

#### Első forduló
Játéknap: 2007. augusztus 12.
Balatonfenyves-Kéthely 0-1
Buzsák-Lengyeltóti 6-0
Balatonendréd-Fonyód 2-0
Gyékényes-Lábod 5-0
Balatoni Vasas-Kereki 3-2
Gamás-Balatonberény 0-7
Ádánd-Andocs 0-3
Balatonlelle II-Somogyvár 4-10
Kaposfüred-Kaposfő 0-0
Bálványos-Kőröshegy 3-0
Balatonújlak-Öreglak 0-5
Szőlősgyörök-Látrány 4-1
Mesztegnyő-Balatonkeresztúr 0-3 (jn)
Berzence-Tapsony 2-3
Köccse-Tab 0-7
Homokszentgyörgy-Babócsa 0-5
Nemesvid-Segesd 3-0 (jn.)
Somogyszob-Mezőcsokonya 1-7
Görgeteg-Böhönye 1-1
Orci-Juta 0-8
Kisbárapáti-Balatonszemes 3-0 (jn.)
Mike-Tarany 2-5
Iharosberény-Inke 0-3 (jn.)
Szabás-Nagybajom 0-9
Kapoly-Karád 0-5
Szulok-Csokonavisonta 0-5
Háromfa-Kadarkút 0-11
Kazsok-Toponár 0-3 (jn.)
Nagyberény-Balatonboglár 0-3 (jn.)
Kutas-Kiskorpás 2-3
Zimány-Taszár 2-1
Bodrog-Mernye 2-0
Gölle-Magyaregres 0-3 (jn.)
Somogyjád-Balatonszentgyörgy 4-2
Balatonszabadi-Balatonmegyer 3-0 (jn.) 0-3 (jn.)
Somogyaszaló-Kaposmérő 0-3
Kaposújlak-Baté 1-1
Somogyszil-Igal 1-4
Potony-Szatelit 0-3 (jn)
Patalom-Kaposszerdahely 0-3 (jn)

#### Második forduló
Játéknap: 2007. december 2.
Balatonendréd-Bálványos 0-2
Kaposújlak-Somogysárd 3-3
Bodrog-Somogyjád 5-3

#### Harmadik forduló
játéknap: 2007. december 9.
Kéthely-Somogyvár 3-5
Bálványos-Balatonszárszó 1-5
Nemesvid-Tapsony 1-1
Gyékényes-Csokonyavisonta 3-1
Szőlősgyörök-Balatonlelle 1-3
Ságvár-Karád 2-4
Görgeteg-Inke 1-2
Andocs-Balatonföldvár 0-5
Zimány-Kaposszerdahely 2-3
Szatelit-Babócsa 0-2
Balatoni Vasas-Tab 1-4
Buzsák-Marcali 4-1
Magyaregres-Juta 0-6
Tarany-Csurgó 1-4
Bodrog-Kaposmérő 0-3 (jn)
Öreglak-Balatonkeresztúr 3-0 (jn)
Kaposfüred-Nagybajom 3-7
Kaposújlak-Kadarkút 1-4
Kiskorpád-Nagyatád 1-1
Igal-Mezőcsokonya 3-2
Kisbárapáti-BFC Siófok II 0-3
Bábonymegyer-Zamárdi 3-5
Toponár-Kaposvári Rákóci II 0-8
Balatonberény-Balatonboglár 5-1

#### Negyedik forduló
játéknap: 2008. március 2.
Kiskorpád-Babócsa 1-5
Öreglak-Igal 5-1
Gyékényes-Inke 3-3
Kadarkút-Kaposvári Rákóczi II 1-2
Karád-Balatonföldvár 3-1
Buzsák-Somogyvár 1-1
Nemesvid-Kaposszerdahely 1-2
Balatonberény-Tab 3-1
Nagybajom-Csurgó 0-0
Zamárdi-Balatonlelle 3-5
Kaposmérő-Juta 0-3
Balatonszárszó-BFC Siófok II 1-1

#### Ötödik forduló
játéknap: 2008. április 16.
Juta-Kaposvári Rákóczy II 1-3
Balatonszárszó-Balatonlelle 3-0
Gyékényes-Kaposszerdahely 3-6 (hu)
Buzsák-Karád 2-0
Balatonberény-Öreglak 9-0
Babócsa-Nagybajom 0-2

#### Országos táblára jutott csapatok
NB III: Kaposvári Rákóczy II

Megyei I.: Balatonszárszó, Nagybajom

Megyei II: Buzsák, Balatonberény, Kaposszerdahely

### Zala megye
7 csapat jut fel

#### Első forduló
Játéknap: 2007. augusztus 12.
Söjtör-Sárhida 6-2
Nagykapornak-Pacsa 1-4
Böde-Tungsram 0-7
Sármellék-Keszthely 1-3
Alsónemesapáti-AGFS Páterdomb 2-3
Sümegcsehi-ZTE II 1-12
Zalatárnok-Gellénháza 0-3 (jn.)
Zalaháshágy-Kertváros 3-0
Vaspör/Ozmánbük-Zalaszentgyörgy 0-4
Zalacséb-Zalaszentiván 0-5
Baktüttös-Bak 2-1
Kávás-Egervár 2-1
Csatár-Police OLA 2-6
Babosdöbréte-Becsvölgye0-3
Pölöske-Nemesapáti 1-2
Nagylengyel-Szilvágy 0-1
Botfa-Ságod 1-9
Nagykutas-Bagod 10-0
Zalaboldogfa-Salomvár 0-3 (jn.)
Pusztaederics-Bocfölde 10-1
Tekenye-Zalaudvarnok 4-1
AGFS Páterdomb II-Lakhegy 6-1
Karmacs-Zalaszántó 3-0 (jn.)
Petrikeresztúr-Tófej 2-4
Bucsuszentlászló-Zalaszentmihály 1-4
Óhíd-Zalaszentgrót 1-3
Nagyrécse-Zalakaros 0-6
Petrivente-Miklósfa 1-17
Alibánfa-Vasboldogasszony 0-9
Mumor-Gutorfölde 1-6
Murakeresztúr-Semjénháza 0-5
Zalaszabar-Galambok 1-2
Molnári-Bagola 2-8
Palin-Gelse 0-3
Zalavár-Zalakomár 3-0
Zalacsány-Zalaapáti 0-10
Szentpéterúr-Felsőrajk 1-7
Alsópáhok-Vonyarcvashegy 3-2
Lovászi-Tormafölde 3-0 (jn.)
Zalabér-Kehidakustány 8-0
Zalakoppány-Zalaszentlászló 3-3
Németfalu-Kustánszeg 0-3
(jn.)
Rédics-Csesztreg 1-5
Hévíz II-Keszthely II 0-1
Sormás-Szepetnek 3-3
Bázakerettye-Kiskanizsa 2-2
Türje-Hévíz 1-6
Tornyiszentmiklós-Lenti Kápolna 2-0
Eszteregnye-Zalaszentbalázs 2-5
Liszó-Belezna 1-3
Csömödér-Bárszentmihályfa 4-2 (hu)
Sand-Surd 4-1
Dióskál-Felsőpáhok 8-2
Fityeháza-Újudvar 2-7
Zalabaksa-Pórszombat 4-6
Nagyrada-Miháld 4-3
Rezi-Alsópáhok II 1-6
Várvölgy-Gyenesdiás 1-2
Vindornyaszőlős-Cserszektomaj 0-3 (jn.)
Borsfa-Becsehely 6-1
Balatonmagyaród-Zalaszentjakab 1-2
Pusztamagyaród-Hahót 0-5

#### Második forduló
Játéknap: 2007. szeptember 5.
Gyenesdiás-FC Keszthely 1-1
Zalalövő-ZTE II 1-1
Söjtör DFSE-AGFS Páterdomb 2-5
Zalakoppány-Alsópáhok II 4-6
Dióskál-Pacsa 1-3
Zalaszentmihály-Nagykutas 3-0
Police OLA-Tungsram 1-4
Zalabér-Pókaszepetk 2-3
Nagyrada-Felsőrajk 3-6
Kávás-Zalaszentiván 0-0
Bagola-Galambok 0-2
Újudvar-Hahót 4-2
Kustánszeg-Becsvölgye 0-3
Páterdomb II-Pusztaederics 2-4
Zalavár-Zalakaros 0-13
Lovászi-Csesztreg 6-5
Zalaszentjakab-Sand 2-1
Belezna-Miklósfa 5-5
Alsópáhok-FC Keszthely II 3-0
Karmacs-Zalaszentgrót 0-3
Salomvár-Ságod 0-3
Bázakerettye-Napred FCTótszentmárton 1-5
Csömödér-Páka 0-3
Tófej-Gellénháza 2-1
Tekenye-Zalaszentbalázs 1-4
Baktüttős-Gutorfölde 3-3
Vasboldogasszony-Nemesapáti 3-5
Cserszektomaj-Zalaapáti 0-3
Tornyiszentmiklós-Semjénháza 0-14
Borsfa-Nagykanizsa 0-11
Zalaháshágy-Zalaszentgyörgy 2-2
Pórszombat-Szilvágy 0-4
Sormás-Gelse 2-8

#### Harmadik forduló
játéknap: 2008. április 23.
Zalaszentmihály-Zalaháshágy 5-1
Pusztaederics-Baktüttös 1-5
Alsópáhok II-Kávás 0-4
Zalaszentjakab-Alsópáhok 0-1
Szilvágy-Lovászi 2-2
Újudvar-Belezna 4-2

#### Negyedik forduló
játéknap: 2008. május 7.
Újudvar-Galambok 1-6
Zalaapáti-Pótaszepetk 1-3
Baktüttös-Semjénháza 6-0
Kávás-Páterdomb 0-7
Zalaszengrót-Hévíz 0-8
Szilvágy-Zalalövő 1-11
Felsőrajk-Pacsa 0-2
Alsópáhok-Zalakaros 1-5
Zalaszentmihály-Gelse 5-1
Gyenesdiás-Zalaszentbalázs 2-3
Becsvölgye-Teskánd 0-6
Páka-FC Napred 2-2
Ságod-Andráshida 0-3
Nemesapáti-Tungsram 2-1
Letenye-Nagykanizsa NTE 1866 0-5
Tófej-Lenti 7-0

#### Ötödik forduló
játéknap: 2008. május 21.
Nemesapáti-Zalakaros 1-6
Baktüttös-NTE Nagykanizsa 1866 0-8
AGFS Páterdomb-Galambok 4-2
Pókaszepetk-Andráshida 1-3
Zalalövő-Pacsa 2-1
Zalaszentmihály-Teskánd 1-1
Tófej-Hévíz 3-3
Páka-Zalaszentbalázs 3-4

#### Országos táblár jutott csapatok
NB III: NTE 1866, Andráshida

Megye I: Gránit Gyógyfürdő SE Zalakaros, Zalalövő

Megye II: AGFS Páterdomb

Megye III:Tófej, Zalaszentmihály

### Veszprém megye
7 csapat jut fel

#### Első forduló
játéknap: 2008. április 23.
Tapolcai VSE-Balatonszepeszd 1-4
Eplény-Bakonynána 2-2
Dabrony-Kéttornyúlak 0-5
Bakonyszentkirály-Úrkút 3-4
Káptalanfa-Gógánfa 2-4
Balatonalmádi-Várpalota 0-3
Apácatorna-Somlóvásárhely 2-5
Adorjánháza-Külsővat 2-2
Lesencetomaj-Sümegprága 5-3
Ukk-Zánka 3-5
Takácsi-Tüskevár 0-8
Tapolcatő-Csabrendek 0-3 (jn)
Balatonfűzfő-Peremarton 1-3
Zalaerdőd-Szigliget 3-2
Balatonudvari-Pécsely 0-9
Nyírád-Balatonfüred 1-2
Tihany-Felsőörsi IKSE 3-10
Borsosgyőri FC-Pápateszér 2-5
Kemenesszentpéter-Nemesszalók 5-6
Mihályháza-Tapolcai IAC 2-7
Nagypirit-Mezőlak 1-4
Malomsok-Ugod 2-8
Badacsonytomaj II-Balatonederics 1-2
Nagyacsád-Noszlop 1-1
Csögle-Marcalgergelyi 0-3 (jn)
Sümeg VSE II-Káptalantóti 0-4
Csibészke 2000 ITSE-Vinoservice Főkajár 2-3
Kislőd-Sümeg VSE 2-1
Magyarpolány-Péti MTE 4-2
Tótvázsony-Herend 2-4
Nemesgörzsöny-Kerta 5-2
Karakószörcsök-Nyárád 1-7
Kamond-Dabronc 4-3
Borsosgyőr ISE-Vanyola 4-2
Gecse-Lovászpatona 2-4
Veszprémi Honvéd-Olaszfalu 2-1
Berhida-Devecser 3-5
Bakonytamási-Somló 1-1
Pápa Thermál-Keszői SE 11-2
Adásztevel-Bakonybél 3-3
Diszel-Lesenceistvánd/Uzsa 1-5
Porva-Ősi 0-9
Gic-Csót 3-4
Hegymagas-Monostorapáti 5-0
Bakonyjákó-Nagytevel 2-1
Felsőörsi IKSE II-Gyulakeszi 1-5
Dáka-Marcaltő 3-2
Zalahaláp-Ajka Kristály SE 2-2
Ganna/Döbrönte-Homokbödöge 5-1
Jásd-Öskü 3-6
Szentgál Senior-Zirc 3-3
Balatonakali-Balatonszőlős 0-3 (jn)
Kolontár-SK Ajka Padragkút 0-10
Csopak-Badacsonytomaj 0-5
Szentgál SE-Alsóörs 0-4
Magyargencs-Vaszar 3-7
Nemesvámos-Csetény 2-4
Taljándörögd-Veszprémi FC 2-4
Hárskút-Nagyesztergár 1-6
Litér-Gyulafirátót 0-16
Nemesvita-Révfülöp 0-3
Csabrendek II-Nemesgulács 3-0 (jn)
Nagyvázsony-Szentantalfa-NivegyVölgy SE 2-5

#### Második forduló
játéknap: 2008. május 7.
Pápateszér-Ugod 5-4
Nemesgörzsöny-Csabrendek 0-2
Bakonytamási-Csót 3-2
Adásztevel-Magyarpolány 1-3
Nagyacsád-Nemesszalók 4-4
Nyárád-Devecser 0-6
Dáka-Kéttornyúlak 0-1
Pápai Thermál-Mezőlak 3-8
Ganna/Döbrönte-Vaszar 7-2
Bakonyjákó-Lovászpatona 0-5
Borsosgyőri ISE-Marcalgergelyi 3-4
Kamond-Alsóörs 2-6
Adorjánháza-Gógánfa 0-3
Kislőd-Balatonfüred 1-3
Tüskevár-Balatonfőkajár 2-2
Zalaerdőd-Révfülöp 1-2
Lesencetomaj-Balatonszepezd 7-2
Hegymagas-Zánka 1-3
Csabrendek II.-Balatonederics 3-2
Lesenceistvánd/Uzsa-Zalahaláp 0-4
Káptalantóti-Herend 3-1
Gyulakeszi-SK Ajka Padragkút 0-3
Badacsonytomaj-Veszprémi FC 1-2
Öskü-Úrkút 3-3
Felsőörs-Várpalota 3-3
Balatonszőlős-Peremarton 2-7
Ősi-Csetény 5-5
Eplény-Gyulafirátót 2-11
Veszprémi Honvéd-Nagyesztergár 2-1
Szentgál Senior-Pécsely 5-1
Somlóvásárhely-Szentantalfa 2-0

#### Harmadik forduló
játéknap: 2008. május 21.
Révfülöp-Peremarton
Gógánfa-Csabrendek 0-1
Bakonytamási-Devecser
Mezőlak-Felsőörs
Somlóvásárhely-Veszprémi FC 1-5
Marcalgergelyi-Balatonfüred
Szentgál Senior-Ősi
Csabrendek II-Alsóörs SE 2-10
Magyarpolány-Zánka 2-3
Lesencetomaj-Zalahaláp
Veszprémi Honvéd-Öskü 4-12
Ganna/Döbrönte-Kéttornyúlak
Pápateszér-Tüskevár SSE 2:4
Lovászpatona-Gyulafirátót
Káptalantóti-Tapolcai IAC
Nagyacsád-Ajka-Padragkút SE 2:4

#### Negyedik forduló
játéknap: 2008. június 4.
Zánka-Balatonfüred 2-3
Zalahaláp-Öskü 1-1 (hu 2-2, 5-4 11-es)
Csabrendek-Gyulafirátót
Mezőlak-Veszprém FC
Peremarton-SK Ajka Padragkút
Kéttornyúlak-Devecser
Szentgál Senior Se-Tüskevár SSe
Alsóörs-Tapolca 2-2

#### Országos táblára jutott csapatok
NB III: Veszprém FC

Megye I: Devecser, Balatonfüred

Megye II: Alsóörs, Zalahaláp, Csabrendek

Megye IV. Szentgál Senior SE

### Vas megye
7 csapat jut fel

#### Első forduló
Játéknap: 2007. augusztus 12.
Izsákfa-Csénye 0-6
Sorkifalud-Balogunyom 1-6
Rábatöttös-Torony 0-7
Gencsapáti-Uraiújfalu 1-4
Püspökmolnári-Táplánszentkereszt 2-2
Bozsok-Lukácsháza 0-3
Sorokpolány-Honvéd Savaria 2-3
Csepreg II-Csepreg I 1-3
Horvátzsidány-Kőszegfalva 1-6
Oszkó/Győrvár-Magyarszecsőd 3-14
Egyházashettye-Gérce 1-7
Telekes-Vasvár 0-7
Nemescsó-Bő 1-4
Király SzSE-Vasszécseny 0-1
Ikervár-Rábasömjén 1-2
Boba-Hosszúpereszteg 1-0
Király Autó FC-Szentpéterfa 0-8
Rábahídvég-Nádasd 2-1
Szőce-Csörögnek 1-6
Mersevát-Kemenesalja 0-3
Vaskeresztes-Bucsu 3-0
Pornóapáti-Újperint 4-3
Nagykölked-Csákánydoroszló 3-2
Szentgothárdzsida-Nagyrákos 0-9
Alsószölnök-Gasztony 1-9
Nemeskocs-Káld 2-2
Nemesbőd-Gyöngyöshermány Szentkirály SE 0-5
Acsád-Simaság 0-3
Máriaújfalu-Rábagyarmat 2-3
Szergény-Kenyeri 2-7
Nemeskolta-Egyházasrádóc 0-3
Alsóság-Sitke 0-8
Őrimagyarósd-Rábafüzes 2-3
Gersekarát-Rábatótfalu 3-1
Osdffyasszonyfa-Kemenesmagasi 0-7
Szalafő-Ivánc 0-3
Söpte-Szeleste 1-3
Cák-Gyöngyösfalu 0-2
Csempeszkopács-Alsóberki 1-4
Pankasz-Vasalja 2-5
Kőszeg-Spari FC Szombathely 4-1
Kondorfa-Bajánsenye 0-3
Arborétum Herény-Felsőcsatár 0-2
Vát-Pecöl 2-4
Rönök-Körmendi VSE 0-2
Vasasszonyfa-Rábapaty 1-2
Bozzai-Tanakajd 0-3
Farkasfa-Apátistvánfalva 0-3
Magyarlak-Szentgotthárd 1-4
Vasszilvágy-Ölbő 1-10
Egyházashollós-Szarvaskend 3-0
Alsóújlak-Körmendi FC 0-3
Sárvári Kinizsi-Hegyhát SE Sótony 0-1
Vassurány-Jákfa 0-2
Kőszeghegyalja-Perenye 2-4

#### Második forduló
Játéknap: 2007. augusztus 29.
Rábahídvég-Balogunyom 5-5
Egyházashollós-FC Körmend 1-4
Pornóapáti-Gyöngyöshermány Szentkirály SE 2-3
Uraiújfalu-Magyarszecsőd 5-2
Vaskeresztes-Torony 0-2
Vasalja-Szentgotthárd 3-2
Nagykölked-Egyházasrádóc 0-7
Rábasömjén-Rábapaty 1-9
Apátistvánfalva-Viszák 3-2
Nemeskocs-Hegyhát Sótony SE 0-10
Csénye-Tanakajd 3-3 (hu 1-3 11-es)
Kőszegfalva-Ölbő 3-2
Jákfa-Simaság 0-10
Honvéd Savaria-Perenye 3-2
Püspökmolnári-Alsóberki 1-2
Boba-Kemenesmagasi 0-7
Szentpéterfa-Körmend VSE 1-0
Gyöngyösfalu-Bő 0-4
Nagyrákos-Csörötnek 1-2
Rábafüzes-Ivánc 5-4 (hu)
Rábagyarmat-Gasztony 0-2
Bajánsenye-Őriszentpéter 2-2 (hu 4-2 11-es)
Felsőcsatár-Pecöl 5-2 (hu)
Kenyeri-Kemenesalja 1-2
Sitke-Gérce 2-4
Csepreg-Szeleste 2-1
Kőszeg-Lukácsháza 3-1
Gersekarát-Vasvár 1-1

#### 3. forduló
játéknap: 2007. szeptember 19.
Vasalja-Körmendi FC 1-4
Kőszeg-Csepreg 2-0
Nárai-Szentpéterfa 2-3
Felsőcsatár-Uraiújfalu 3-2
Honvéd Savaria-Torony 3-2
Halogy-Apátistvánfalva 3-1
Tanakajd-Gérce 1-2
Kőszegfalva-Gyöngyöshermán Szentkirály SE 2-3
Rábafüzes-Egyházasrádóc 2-1
Sótony Hegyhát SE-Simaság 2-1
Gersekarát-Gasztony 2-1
Rábahídvég-Alsóberki 1-4
Kemenesmagasi-Kemenesalja 4-3
Bő-Rábapaty 2-2
Bajánsenye-Csörötnek 2-3
Ják-Vasszécseny 1-3

#### Negyedik forduló
játéknap: 2008. május 7.
Gersekarát-Gérce 2-4
Szentpéterfa-Alsóberki 3-1
SótonyHegyhát SE-Jánosháza 0-2
Rábafüzes-Felsőcsatár 3-2
Honvéd Savaria-Kemenesmagasi 1-6
Kőszeg-Körmendi FC 2-1
Bő-Rum 0-6
Gyöngyöshermán Szent Király SE-Csörötnek 2-3
Halogy-Vasszécseny 1-4

#### Ötödik forduló
játéknap: 2008. május 21.
Kemenesmagasi-Celldömölk 1-2
Gérce-Büki TK 2-7
Csörötnek-Jánosháza 2-1
Rábafüzes-Sárvár 1-2
Kőszeg-Vasszécseny 0-3
Szentpéterfa-Vép 0-4
Rum-Répcelak 3-1

#### Országos táblára jutott csapatok
NB III: Büki TK, Sárvár, Vép KSK, Celldömölki VSE

Megye I: Vasszécseny

Megye II: Rum, Csörötnek

### Fejér megye
5 csapat jut fel

#### Első forduló
Játéknap: 2007. augusztus 12.
Jenő-Kisláng 5-2
Mány-Bicske 0-6
Magyaralmás-Bakonycsernye 1-0
Pátka II-Csákvár 5-6
Gárdony-Zichiújfalu 0-4
Perkáta-Mezőfalva 1-5
Kulcs-Pusztaszabolcs 2-10
Sárszentágota-Kálóz 0-5
Iszkaszentgyörgy-Seregélyes 2-5
Vereb-Pettend 0-2
Alap-Kisapostag 1-3
Besnyő-Adony 0-2
Dég-Mezőszilas 0-3 (jn.)
Füle-AlbaRégia 0-8
Előszállás-Sárbogárd 0-3
Kőszárhegy-Pákozd 1-2
Söréd-Csór Truck Trailer 3-3
Zámoly-Dinnyés 3-4
Gyúró-Tordas 2-3
Rácalmás-Pálhalma0-11
Ráckeresztúr-Ercsi 0-2
Sárkeresztes-Aba Sárvíz 0-4
Vajta-Cece 0-1
Nagyveleg-Sárszentmihály 0-12
Nagyvenyim-Baracs 5-0
Mezőkomárom-Enying 1-4
Szívkutyák-Ikarusz Maroshegy 4-8
Vál-Lovasberény 3-2
Vértesacsa-Pázmánd 3-3
Nagylók-Szabadegyháza 0-7
Beloiannisz-Iváncsa 2-1
Sokonya-Lajoskomárom 4-0
Videoton Baráti Kör-FC Fehérvár II 0-9
Bodajk-LMSK 0-7
Isztimér-Csákberény 1-1
Tabajd-Szár 1-4
Vértesboglár-Csabdi 2-5
Fehérvárcsurgó-Tác Csősz 3-0
Alcsútdoboz-Martonvásár 0-8
Szabadbattyán-Pátka 0-3 (jn.)
Újbarok-Kajászó 1-6
Csókakő-Pusztavám 0-2

#### Második forduló
Játéknap: 2007. augusztus 29.
Jenő-Sárszentmihály 2-2
Ikarusz-Albarégia 1-5
Pákozd-Csákvár 0-1
Magyaralmás-Pusztavám 1-4
Dinnyés-Pettend 2-6
Vértesacsa-Kajászó 3-3
Tordas-Martonvásár 0-12
Sárbogárd-Kálóz 3-4
Vál-Bicske 0-4
Adony-Pusztaszabolcs 3-5
Beloiannisz-Ercsi 1-1
Söréd-Aba Sárvíz 1-0
Cece-Mezőszilas 4-5
Nagyvenyim-Mezőfalva 3-1
Soponya-Polgárdi 2-4
Kisapostag-Pálhalma 0-5
Zichiújfalu-Szabadegyháza 1-1
Fehérvárcsurgó-Pátka 0-0
Szár-Csabdi 2-1
Enying-LMSK 3-2
Isztimér-Seregélyes 2-4

#### Harmadik forduló
játéknap: 2007. szeptember 19.
Bicske-Martonvásár 5-2
Vértesacsa-Szár 5-2
Söréd-Pusztavám 0-7
Jenő-FC Fehérvár II 1-3
Kálóz-Mezőszilas 3-2
Zichiújfalu-Kápolnásnyék 2-1
Nagyvenyim-Pusztaszabolcs 2-1

#### Negyedik forduló
játéknap: 2008. május 7.
Pálhalma-Sárosd 2-0
Csákvár-Etyek 3-2
Beloiannisz-Zichiújfalu 4-0
Albarégia-Mór 0-2
Enying-Polgárdi 2-4
Kálóz-FC Fehérvár II 0-2
Nagyvenyim-Seregélyes 2-2
Pettend-Velence 1-3
Fehérvárcsurgó-Pusztavám 1-5
Vértesacsa-Bicske2-8

#### Ötödik forduló
játéknap: 2008. május 28.
Csákvár-Bicske 0-8
Beloiannisz-Velence 1-1
Pusztavám-Mór 0-4
Polgárdi-FC Fehérvár II 0-3
Nagyvenyim-Pálhalma 1-4

#### Országos táblára jutott csapatok
NB III: FC Fehérvár II, Mór

Megye I: Bicske

Megye II: Pálhalma

Megye III: Beloiannisz

### Győr-Moson Sopron-megye
'8 csapat jut fel

#### Első forduló
Játéknap: 2007. augusztus 29.
Und-Iván 4-7
Sopron Boys-Ágfalva 1-4
Újrónafő-Jánossomorja 2-4
Darnózseli-Rajka 1-11
Anger Réti SFAC 1900 SE-Fertőrákos 1-8
Abda II-Dunaszeg 10-1
Balf-Fertőd 2-1
Babót-Győri Dózsa 2-4
Győrladamér-Lébény 7-3
Pusztacsalád-Himod 1-2
Csapod-Nagycenk 3-5
Fertőszéplak-Fertőendréd 0-7
Nyalka-Vámosszabadi 1-6
Kunsziget-Győrújbarát 2-0
Magyarkeresztúr-Győrsövényház 2-3
Győrzámoly-Mosonszentmiklós 5-1
Sopronhorpács-Mihályi 0-6
Szerecseny-Győrság 2-9
Pázmándfalu-Mezőörs 1-5
Sarró-Agyagosszergény 4-1
Kimle-Dunakiliti 3-4
Acsalag-Bezi 1-2
Metál Gyarmat-Gyömöre 9-1
Pér-Pannonhalma 1-2
Veszprémvarsány-Mintszentpuszta 1-2
Markotabödöge-Börcs 1-7
Dunaszentpál-Halászi 7-4
Győrújbarát II-Győrasszonyfa 1-2
Tényő-Győrszentiván
Sokorópátka-Csikvánd 0-9
Rábaszentandrás-Koroncó 2-5
Győrszemere-Nyúl 3-0
Mecsér-Dunasziget1-4
Bőny-Bácsa 1-4
Kópháza-Harka 1-2
Écs-Nagyszentjános 2-6
Hédervár-Hegyeshalom 2-3
Vitnyéd-Kisfalud 1-0
Nádorváros-Tét 1-3
Farád-Szany 1-1
Várbalog-Máriakálnok 3-2
Bágyogszovát-Abda 0-11
Rábacsanak-Ménfőcsanak 0-4
Zsira-Újkér 1-0
Mosonszentmiklós II-Gönyü 1-3
Szárföld-Bősárkány 2-4
Mite-Bezenye 0-3
Répcevis-Hegykő 4-5
Pereszteg-Egyházasfalu 1-3
Szil-Enese 3-4
Lövő-Petőháza 4-1
Ásványráró-Győrújfalu 3-7
Rábaszentmihály-Kajárpéc 3-4
Egyed-Felpéc 5-3
Jobaháza-Kóny 0-3
Rábacsécsény-rábapatona 1-3
Károlyháza-Levél 3-1
Rábatamási-Ikrény 3-7
Nagylózs-Osli 0-8
Csáfordjánosfa-Rábakecöl 0-3
Rábapordány-Bodonhely 5-1
Répcementi SE-Fertőszentmiklós 0-2
Vág-Beled 2-9
Lébény II-Mosonszolnok 3-6

#### Második forduló
Játéknap: 2007. augusztus 29.
Dunaszentpál-Győrújfalu 3-4
Kunsziget-Győri Dózsa 2-2
Ikrény-Koroncó 4-2
Győrság-Pannonhalma 1-2
Abda II-Töltéstava 5-5
Dunakiliti-Hegyeshalom 1-5
Bácsa-ESK Ménfőcsanak 1-0
Bezi-Győrsövényház 1-7
Bezenye-Rajka 1-1
Püski-Abda 2-5
Várbalog-Bősárkány 4-1
Bakonyszentlászló-Kajárpéc 1-3
Mosonszolnok-Lipót 1-5
Csikvánd-Rábapatona 4-3
Sopronkövesd-Lövő 2-6
Ágfalva-Fertőrákos 7-5
Barbacs-Jánossomorja 3-5
Osli-Fertőszentmiklós 0-3
Zsira-Egyházasfalu 0-2
Tét-Gönyü 1-11
Győrasszonyfa-Győrszemere 2-3
Győrladamér-Dunasziget 4-1
Sarródi Ászok-Nagycenk 0-4
Balf-Fertőendréd 1-7
Egyed-Enese 3-3
Győrszentiván-Nagyszentjános 3-4
Farád-Kóny 0-9
Rábakecöl-Rábapordány 4-5
Solux Harka-FSC Hegykő 2-6
Himod-Veszkény 2-4
Vitnyéd-Mihályi 1-6
Mintszentpuszta-Mezőörs 2-0
Győrzámoly-Károlyháza 0-1
Metál Gyarmat-Börcs 1-6
Iván-Beled 2-3
Vámosszabadi-Bajcs (ni.)

#### Harmadik forduló
Játéknap: 2007. szeptember 12.
Ágfalva-Nagycenk 5-2
Bezenye-Lipót 1-4
Mintszentpuszta-Táp 0-4
Várbalog-Károlyháza 3-3
Csikvánd-Kajárpéc 0-8
Abda II-Csorna 1-2
Győrladamér-Öttevény 1-3
FSC Hegykő-SVSE 1-3
Egyed-Kapuvár 3-12

#### Negyedik forduló
Játéknap: 2007. szeptember 19.
Ikrény-Abda 2-2
Egyházasfalu-Fertőszentmiklós 0-2
Győrszemere-Pannonhalma 3-0
Veszkény-Kapuvár 3-4
Győrsövényház-Jánossomorja 2-6
Ágfalva-Lövő 2-5
Börcs-Nagyszentjános 3-3
Gönyü-Öttevény 3-1
Mihályi-Csorna 0-0
Bácsa-Bajcs 1-5
Rábapordány-Kajárpéc 1-3
Győrújfalu-Lipót 1-5
Kóny-Beled 2-1
Fertőendréd-SVSE 0-2
Várbalog-Táp 5-3
Kunsziget-Hegyeshalom 1-2

#### Ötödik forduló
játéknap: 2008 28
Kóny-Győrszemere 0-5
Gönyü-Jánossomorja 1-0
Lövő-Börcs 2-5
Fertőszentmiklós-Bajcs 2-0
SVSE-Kapuvár 2-1 (hu)
Kajárpéc-Lipót 0-5
Várbalog-Mihályi 4-4
Ikrény-Hegyeshalom 3-0

#### Országos táblára jutott csapatok
NB III: SVSE

Megye I: Fertőszentmiklós, Lipót

Megye II: Ikrény, Börcs, Gönyü, Győrszemere

Megye III: Várbalog

### Komárom-Esztergom megye
3 csapat jut fel

#### Első forduló
Játéknap: 2007. augusztus 12.
Tokodaltáró-Esztergom 3-1
Széchenyi DSE-Dunaalmási MAC 2-5
Héreg-Tát 0-8
Ács Kinizsi-Nagyigmánd 3-2
Dad-Komárom 0-3
Szend-Bábolna 0-5
Koppánymonostor-Baj 5-2
Szárliget-Tarján 0-6
Bokod-Kecskéd 1-1
Csolnok-Zoltek 0-3
Bajna SE-Bajót Szikra SE 1-5
Várgesztes-Ete 2-4
Császár-Bana 2-4
Kesztölc-Piliscsév 1-1
Annavölgy-Tokod Üveg FC 5-1
Vértessomló-Kocs 6-0
Gyermely/Szomor LE-Tardos 0-3
Mocsa-Ászár 1-3
Oroszlány-Vértesi Erőmű 1-2
Vértesszőlős-Naszály 0-5
Bársonyos-Csémi Medosz 0-2
Szomód-Kömlőd 3-5
Tárkány-Környe 1-12
Vértestolna-Tokod KSE 1-4
Dunaszentmiklós-Süttő 1-7
Almásfüzítő-Lábatlan 3-8

#### Második forduló
Játéknap: 2007. szeptember 19.
Kömlőd-Bábolna 1-2
Annavölgy-Tardos 0-1
Kesztölc-Bajót 0-12
Bokod-Naszály 4-0
Tarján-Lábatlan 2-3
Bana-Környe 1-2
Tokodaltáró-Zsámbék 4-4
Ászár-Ácsi Kinizsi 2-1 (hu)
Csém-Ete 2-1
Süttő-Tát 3-3
Koppánymonostor-Komáromi VSE 0-9
Vértessomló-Vértesi Erőmű 4-2
Tokod KSE-Sárisáp 2-3
Dunaalmás-Zoltek 2-5

#### Harmadik forduló
játéknap: 2008. május 7.
Süttő-Komáromi VSE 2-3
Bajót-Sárisáp 1-5
Bábolna SE-Tatai HAC 2-3
Tokodaltáró-Zoltek 2-1
Környe-Dorogi FC 1-0
Bokod-Ászár 1-6
Lábatlan-Tardos 3-2
Csémi Medosz-Vértesi Erőmű 3-2

#### Negyedik forduló
játéknap: 2008. május 14.
Tokodaltáró-Sárisáp 1-1
Lábatlan-Tatai HAC 0-5
Ászár-Környe 1-2
Csémi Medosz-Komáromi VSE 2-4

#### Elődöntők
játéknap: 2008. május 21.
Komáromi VSE-Tatai HAC 2-4
Tokodaltáró-Környe 1-2

#### Bronzmeccs az országos táblára jutásért
játéknap: 2008. május 28.
Tokodaltáró-Komáromi VSE 1-1

#### Döntő
játéknap: 2008. május 28.
Környe-Tatai HAC 1-1

#### Országos táblára jutott csapatok
Megye I: Környe, Komáromi VSE*

Megye III: Tokodaltáró
- A Tatai HAC csapata 2008 nyarán megszűnt, helyét a Komáromi VSE foglalta el.